# Liste der Backsteinbauwerke der Gotik in Italien
▶ Backsteinbauwerke der Gotik – Übersicht
– Siehe auch frühmittelalterliche und romanische Backsteinbauten in Italien –
Die Liste der gotischen Backsteinbauwerke in Italien ist Teil des Listen- und Kartenwerkes Backsteinbauwerke der Gotik, in dem die gotischen Backsteinbauwerke aller entsprechenden Länder Europas möglichst vollständig erfasst sind. Aufgenommen sind nur Bauten, an denen der Backstein irgendwo zutage tritt oder, bei geschlämmten Oberflächen, wenigstens die Backsteinstruktur von Mauerwerk erkennbar ist.
Umfang:

552 Bauwerke und Gruppen von Bauwerken
(zum Beispiel mehrere ähnliche Stadttore oder Bürgerhäuser einer Stadt).
Hintergrundinformationen:
- Bei einigen Gebäuden ist unter „(CC)“ die zugehörige Bildersammlung in Wikimedia Commons verlinkt.
- Datenbank-Links sind, sofern verfügbar, bei den einzelnen Provinzen erklärt.

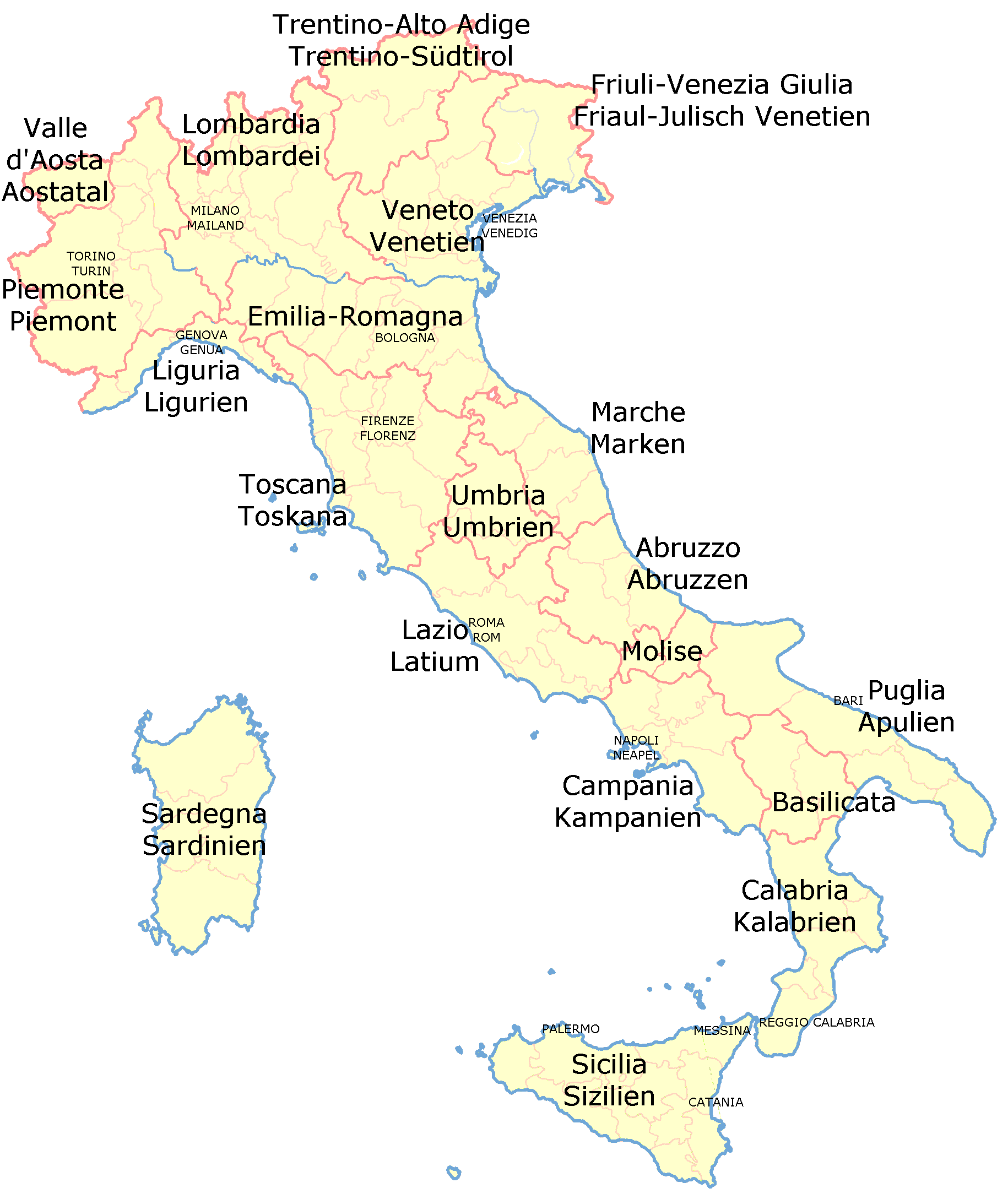
Italien: Regionen, Provinzeinteilung, Metropolitanstädte

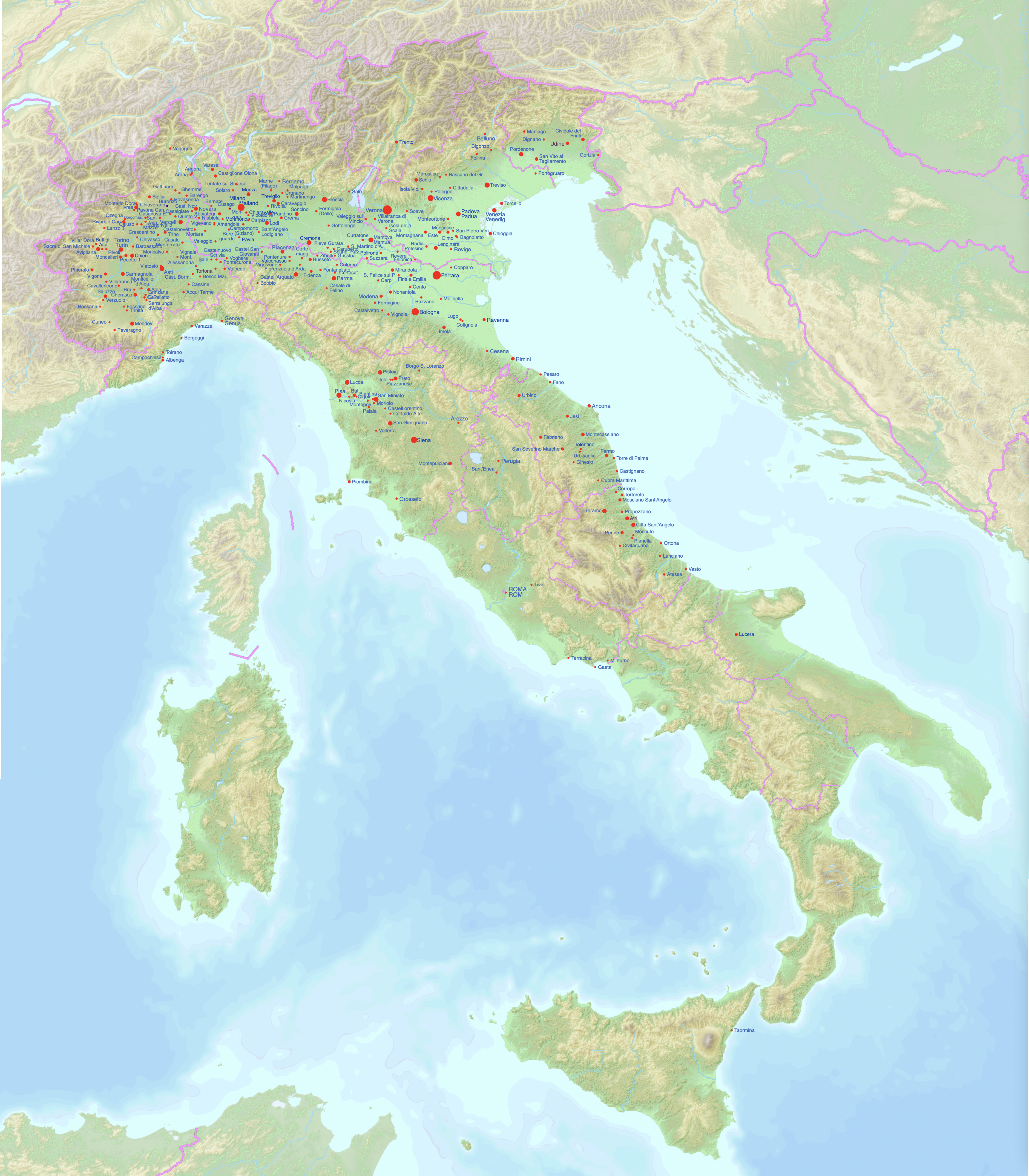
Screenshot der interaktiven detaillierten Verteilungskarte.

## Abruzzen

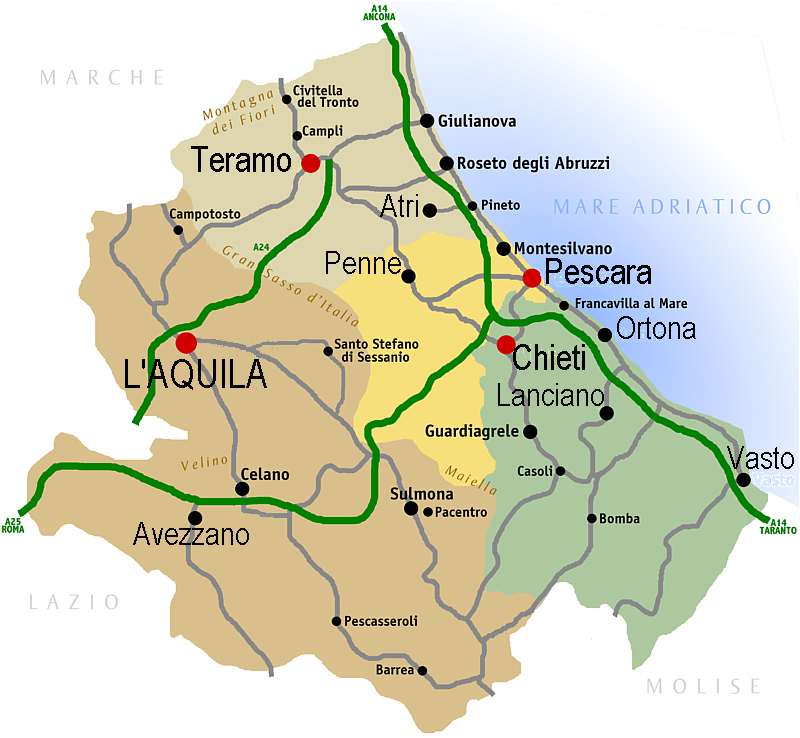
Region Abruzzen

– Siehe auch frühmittelalterliche und romanische Backsteinbauten in der Region Abruzzen (3) –
Hintergrundinformationen:
- MdI = Musei d’Italia – musei digitali des italienischen Kulturministeriums

Anzahl der Gebäude und Gebäudegruppen: 27
| Ort                                       | Bauwerk                                                                     | Bauzeit                              | Anmerkungen | Foto |
| ----------------------------------------- | --------------------------------------------------------------------------- | ------------------------------------ | --- | ---- |
| Atessa, Provinz Chieti                    | Duomo di San Leucio (CC)                                                    | 13. Jh.                              | Veränderungen zur Renaissance |      |
| Atri, Prov. Teramo                        | Kirche Sant’Agostino (CC)                                                   | 14./15. Jh.                          | |      |
| Atri, Prov. Teramo                        | Basilica di Santa Maria Assunta (Duomo – Dom)(CC)                           | geweiht 1286, Turmaufsatz 1502       | oktogonaler Turmaufsatz aus Backstein |      |
| Atri, Prov. Teramo                        | Kirche S. Nicola di Bari                                                    | romanisch 1181, got. 1256            | innen gotische Arkadenbögen aus Backstein mit etwas Stein                                                                                        |      |
| Atri, Prov. Teramo                        | (Atri) Museo Capitolare                                                     | 12./15./20. Jh.                      | zunächst Benediktinerkloster (romanisch), dann Domherrenhaus; Südflügel des Kreuzgangs gotisch, „romanischer“ Nordflügel 1960er Jahre            |      |
| Campovolano, Campli, Atri, Provinz Teramo | Kirche San Pietro (CC)                                                      | 7. Jh u. 13. Jh.                     | Spitzbogenportal mit Backsteineinschlüssen |      |
| Città Sant’Angelo, Provinz Pescara        | Kirche Sant’Agostino (CC)                                                   | ab 1314                              | gestiftet von König Robert von Anjou, nach massivem Umbau im 18. Jh. nur noch der giebelartig integrierte Glockenturm im Originalzustand         |      |
| Città Sant’Angelo, Provinz Pescara        | Kirche San Bernardo (CC)                                                    | 13./14. Jh.                          | |      |
| Città Sant’Angelo, Provinz Pescara        | Kirche San Francesco (CC)                                                   | 13./14. Jh.                          | |      |
| Città Sant’Angelo, Provinz Pescara        | Kirche San Michele Arcangelo (CC)                                           | 13. Jh./14.                          | |      |
| Civitaquana, Provinz Pescara              | Kirche Santa Maria delle Grazie(CC)                                         | 2. Hälfte 12. Jh.                    | nur oberes Giebelfeld aus Backstein, innen Spitztonne                                                                                            |      |
| Corropoli, Prov. Teramo                   | Campanile der Kirche (CC)                                                   | 2. H. 15. Jh.                        | Campanile ganz aus Backstein |      |
| Lanciano, Provinz Chieti                  | Kirche Santa Maria Maggiore (CC) MdI 9160                                   | 14. u. 16. Jh.                       | Turm und (ursprünglich möglicherw. verputzte) Gewölbe                                                                                            |      |
| Mosciano Sant’Angelo, Provinz Teramo      | Türme der Stadtbefestigung                                                  | 14. Jh.                              | ursprünglich sieben Türme, erhalten u. a.: - Torre Acquaviva, 1379, seit dem 16. Jh. Glockenturm der Kirche San Michele Arcangelo - Torre Marini |      |
| Moscufo, Provinz Pescara                  | Kirche Santa Maria del Lago (CC)                                            | 1159                                 | außen Backstein, innen Stein |      |
| Ortona, Provinz Chieti                    | Castello Aragonese (CC), MdI 9118                                           | 1447                                 | |      |
| Penne, Prov. Pescara                      | Duomo di San Massimo (CC)                                                   | 11.–13. Jh.                          | zeitweise Barockverzierungen, heute entfernt |      |
| Penne, Prov. Pescara                      | mehrere private Palazzi                                                     |                                      | heute überwiegend Renaissance, aber einige ursprünglich gotisch                                                                                  |      |
| Pianella, Provinz Pescara                 | Kirche Santa Maria Maggiore oder Sant’Angelo (CC)                           | 12. Jh.                              | primär romanisch, aber Westportal und Rosenfenster gotisch                                                                                       |      |
| Propezzano, Morro d’Oro, Prov. Teramo     | Abteikirche Santa Maria (CC)                                                | Vorhalle 1285                        | übriger Bau romanisch |      |
| Teramo                                    | Duomo (Dom) (CC)                                                            | Kern 1158–1176, vergrößert 1317–1335 | Obergeschosse des Turms und Teile der Fassade aus Backstein                                                                                      |      |
| Teramo                                    | Kirche Sant’Antonio (CC)                                                    | 1227, 1327, 1577                     | |      |
| Teramo                                    | Kirche San Domenico (CC)                                                    | ab 1287                              | Behebung von Erdbebenschäden nach 1384 und 1456                                                                                                  |      |
| Teramo                                    | Casa Melatino (CC)                                                          | ab 1232                              | Romanik bis Renaissance, Feldstein mit Spitzbögen aus Backstein, Werkstein etwas jünger                                                          |      |
| Teramo                                    | Casa Urbani (CC)                                                            | 13. Jh.                              | Feldstein mit Spitzbögen aus Backstein, Werkstein etwas jünger                                                                                   |      |
| Tortoreto, Provinz Teramo                 | Chiesa della Misericordia (Kirche des Mitleids) (CC) bisher ohne Außenfotos | 1348                                 | Dank für das Ende der Pest, sehr schlichtes Äußeres, fensterloser Polygonalchor, Innenausmalung aus der Renaissance                              |      |
| Vasto, Provinz Chieti                     | Castello Caldoresco                                                         | 1427                                 | 1566 zerstört und wiederaufgebaut |      |

## Apulien (Puglia)

Region Apulien

| Ort                    | Bauwerk                        | Bauzeit                       | Anmerkungen | Foto |
| ---------------------- | ------------------------------ | ----------------------------- | --- | ---- |
| Lucera, Provinz Foggia | Kathedrale Santa Maria Assunta | ab Anf. 1300, Weihe Okt. 1302 | sehr flache Mauerziegel, an allen Kanten großzügiger Werksteineinsatz Errichtet nach Liquidierung der 1238 von Friedrich II. gegründeten sarazenischen Kolonie Beispiel des Gotico-Angioino (Anjou-Gotik, ansonsten kein Backsteinstil) |      |
| Lucera, Provinz Foggia | Cittadella (Zitadelle)         | 1230–1283                     | einige Partien überwiegend Naturstein, einige überwiegend Backstein, unter Friedrich II. mit sarazenischen Bauleuten begonnen, unter Karl II. und weiteren Anjou weiter ausgebaut.                                                      |      |

## Emilia-Romagna

Gliederung der Emilia-Romagna

– Siehe auch frühmittelalterliche und romanische Backsteinbauten in der Emilia-Romagna (20) –
Anzahl der Gebäude und Gebäudegruppen: 88
| Ort                                              | Bauwerk                                                    | Bauzeit | Anmerkungen | Foto                    |
| ------------------------------------------------ | ---------------------------------------------------------- | --- | --- | ----------------------- |
| Bazzano (Valsamoggia), Metropolitanstadt Bologna | Rocca dei Bentivoglio (CC)                                 | 1228–14. Jh. | |                         |
| Bobbio                                           | Dom (CC)                                                   | Backstein 1463 | Mittelteil der Westfassade mit Spitzbogenfries unter den Giebelschrägen |                         |
| Bologna                                          | Kirche San Francesco (CC)                                  | 1236–1263 | Basilica minor |                         |
| Bologna                                          | Capella Guidotti der Kirche San Domenico (CC)              | ab 1221 | übrige Kirche Renaissance |                         |
| Bologna                                          | Kirche San Giacomo Maggiore (CC)                           | ab 1267 | Basilica minor |                         |
| Bologna                                          | Kirche Santa Maria dei Servi (CC)                          | 1345/1346 | Basilica minor |                         |
| Bologna                                          | Kirche San Martino Maggiore (CC)                           | ab 1227 | Basilica minor |                         |
| Bologna                                          | Basilika San Petronio                                      | 1390–1663 | weltgrößte gotische Backsteinkirche (Volumen etwa 260.000 m³), Krönungskirche Karls V., Basilica minor                                                                           |                         |
| Bologna                                          | Palazzo Re Enzo                                            | 1244–1246 | nördlicher Teil des Palazzo del Podestà |                         |
| Bologna                                          | Palazzo d’Accursio                                         | 15. Jh. | seit 1336 Sitz des Ältestenrates (der Anziani); Terracotta-Fassade 1478; noch heute Sitz der Stadtverwaltung                                                                     |                         |
| Bologna                                          | Palazzo della Mercanzia (CC)                               | 1382–1391 | Sitz der Kaufmannsgilde |                         |
| Bologna                                          | Palazzo dei Notai (CC)                                     | 1381 | |                         |
| Bologna                                          | Privathäuser: - Casa Isolani (CC) - Case Seracchioli (CC)  | 13./14. Jh. | |                         |
| Bologna                                          | Torresotto di San Vitale                                   | | Teil des im späten 12. Jh. begonnenen zweiten Mauerrings |                         |
| Busseto, Prov. Parma                             | Stiftskirche San Bartolomeo (CC)                           | 1437 | ältere Vorgängerbauten |                         |
| Busseto, Prov. Parma                             | Chiesa e convento di Santa Maria degli Angeli (CC)         | 1470–1474 | Kloster: Franziskaner, danach heute Missionari Identes |                         |
| Carpi, Prov. Modena                              | Castello/Palazzo dei Pio (CC)                              | ab 1320 | Gotik u. Renaissance |                         |
| Casale di Felino, Provinz Parma                  | Oratorium San Rocco (CC)                                   | 1480–1490 | gotischer Kreuzbogenfries aus Formziegeln, ansonsten Übergang zur Renaissance und Veränderungen des 17. und 18. Jh.                                                              |                         |
| Castell’Arquato, Prov. Piacenza                  | Palazzo del Podestà (Herrscherpalast, Präfektur) (CC)      | 1292 und später | Wandflächen aus Stein und Backstein, Bögen aus Backstein, mehrere Fensterfassungen aus Terrakotta                                                                                |                         |
| Castell’Arquato, Prov. Piacenza                  | „Palazzo del Duca“ (Herzogspalast) (CC)                    | 1292 | ursprünglich Haus des Richters, Wandflächen aus Stein und Backstein, gotische Fensterfassungen 15. Jh. aus Terrakotta                                                            |                         |
| Castell’Arquato, Prov. Piacenza                  | Stiftskirche Santa Maria Assunta (CC)                      | 14. Jh. | gotischer Mittelteil der Paradiesloggia der romanischen Kirche aus dem 12. Jh.; die Seitenteile gehören heute offensichtlich der Renaissance an, in Beschreibungen nicht erwähnt |                         |
| Castell’Arquato, Prov. Piacenza                  | Rocca (Burg) der Visconti (CC)                             | 1342 | überwiegend Backstein |                         |
| Castell’Arquato, Prov. Piacenza                  | Porta Sotana, = Porta del Sasso (CC)                       | 1342 | eines der beiden erhaltenen Stadttore, Zinnen und Segmentbogen aus Backstein |                         |
| Castel San Giovanni, Prov. Piacenzai             | Kirche San Giovanni Battista (Johannes der Täufer)(CC)     | Ende 13.–Anf. 14. Jh. | |                         |
| Castelvetro di Modena, Prov. Modena              | Kirche Santi Senesio e Teopompo (CC)                       | Wiederherstellung nach Erdbeben von 1501 | Wiederherstellung nach Erdbeben von 1501 |                         |
| Cento, Prov. Ferrara                             | Burg La Rocca di Cento (CC)                                | 13.–15. Jh. | Gotik u. Renaissance |                         |
| Cesena                                           | Kathedrale San Giovanni Batista (Johannes der Täufer) (CC) | heutiger Bau ab 1385 | gotisch mit Übergang zu Renaissance |                         |
| Colorno, Com. Parma                              | Kirche/Dom Santa Margherita(CC)                            | sp.15. Jh. bis 1525 | sehr heller Backstein; im 17. Jh. verändert, nur Chor noch gotisch aus Sichtbackstein                                                                                            |                         |
| Copparo, Prov. Ferrara                           | Santa Maria di Savonuzzo (CC)                              | ab 1344 | romanische Formen in „gotischer Zeit“ |                         |
| Cortemaggiore, Prov. Piacenza                    | Basilica Santa Maria delle Grazie (CC)                     | 1480 | Westfassade 1880 massiv historistisch verändert, Chorjoch und Querhausapsiden original gotisch erhalten                                                                          |                         |
| Cotignola, Pro. Ravenna                          | Kirche San Francesco, (CC)                                 | 1484–1495 | Gotik gemischt mit Kontinuität von der Romanik zur Renaissance |                         |
| Ferrara                                          | Castello Estense                                           | seit 1385 | mehrere Bauphasen; Hauptsitz der Este |                         |
| Ferrara                                          | Palazzo Municipale                                         | 1245–1481 | |                         |
| Ferrara                                          | Kathedrale                                                 | Gotik ab ca. 1250 | romanisch begonnen um 1155, Westfassade marmorverkleidet, Seitenwände überwiegend Sichtbackstein                                                                                 |                         |
| Ferrara                                          | Kirche Sant'Agnese (CC)                                    | Gotik 14. Jh. | begonnen 1114, weitere Veränderungen im 17. Jh. |                         |
| Ferrara                                          | Kloster Sant’Antonio in Polesine(CC)                       | ab 1256 | |                         |
| Ferrara                                          | Kirche Sant’Antonio Abate (CC)                             | 14. Jh. | Westfassade komplett neugotisch, Inneres wohl überwiegend mittelalterlich |                         |
| Ferrara                                          | Kirche/Oratorium San Giuliano (CC)                         | Anf. 15. Jh. | |                         |
| Ferrara                                          | Kirche San Gregorio Magno (CC)                             | Fassade 14. Jh. | Campanile von 1092 auch aus Backstein |                         |
| Ferrara                                          | Kirche Santa Maria Nuova (CC)                              | wesentl. 14./15.Jh. | Pfarrei seit 1138 |                         |
| Ferrara                                          | ehem. Kirche San Pietro (CC)                               | u. a. 15. Jh. | heute Kino |                         |
| Ferrara                                          | ehem. Kirche San Romano (CC)                               | überw. 15. Jh. | heute Museum der Kathedrale |                         |
| Ferrara                                          | Santi Simone e Giuda (Kirche St. Simon und Judas) (CC)     | 1279 u. bis 1422 | Erweiterung im 18. Jh. |                         |
| Ferrara                                          | Kirche Santo Stefano (CC)                                  | Turm 1275 | übrige Kirche nach Erdbeben von 1675 |                         |
| Ferrara                                          | private Palazzi                                            | - Casa Minerbi-Del Sale, 1355/1359 - Casa Romei, 15. Jh., Gotik und Renaissance                                                                           | - Casa Minerbi-Del Sale, 1355/1359 - Casa Romei, 15. Jh., Gotik und Renaissance                                                                                                  |                         |
| Fidenza, Provinz Parma                           | Kirche Sant’Antonio Abate (CC)                             | 2. H. 12. Jh. –13. Jh. | |                         |
| Fidenza, Provinz Parma                           | Kirche/Oratorium San Giorgio(CC)                           | 1314 | |                         |
| Finale Emilia, Prov. Modena                      | Rocca estense (Burg der Este) (CC)                         | | |                         |
| Finale Emilia, Prov. Modena                      | Torre dei Modenesi (CC)                                    | 1213 u. 1330 | 1330 zu einer Burg erweitert |                         |
| Fiorenzuola d’Arda, Prov. Piacenza               | Collegiata (Stiftskirche) San Fiorenzo (CC)                | 1300 | |                         |
| Fontanellato, Provinz Parma                      | Palazzo delle Scuderie (CC)                                | 15. Jh. | |                         |
| Fontanellato, Provinz Parma                      | Kirche Santa Croce (CC)                                    | 1447 | Turm (wohl 1509) schon Renaissance |                         |
| Formigine, Prov. Modena                          | Castello(CC)                                               | 13.–14.–15. Jh. | |                         |
| Imola, Metropolitanstadt Bologna                 | Kirche Santi Nicolò e Domenico (CC)                        | 1278–1374 | ehem. Dominikanerkloster, heute städtisches Museum |                         |
| Imola, Metropolitanstadt Bologna                 | Convento dell’Osservanza (CC)                              | 1391–1434 | bis 2008 Franziskanerkloster |                         |
| Imola, Metropolitanstadt Bologna                 | Rocca Sforzesca (Burg der Sforza) in Imola (CC)            | 14.–15. Jh. | |                         |
| Lugo, Prov. Ravenna                              | Rocca Estense (Burg der Este) (CC)                         | 15. Jh. | |                         |
| Mirandola, Prov. Modena                          | Kirche Il Gesù e (und) San Francesco (CC)                  | 1286–1392 | schwere Schäden durch Erdbeben 2012 |                         |
| Mirandola, Prov. Modena                          | Duomo Santa Maria Maggiore (CC)                            | Fassade Mitte 15. Jh. in got. Formen, andere Teile ältere Gotik, Innengestaltung 1566–1637, Turm 17. Jh.                                                  | Fassade Mitte 15. Jh. in got. Formen, andere Teile ältere Gotik, Innengestaltung 1566–1637, Turm 17. Jh.                                                                         |                         |
| Mirandola, Prov. Modena                          | Castello dei Pico (CC)                                     | seit 1311 | |                         |
| Modena                                           | Duomo (Dom)                                                | Gewölbe 1437–1455 | Einbau gotischer Backsteingewölbe in die ab 1099 errichtete romanische Kirche |                         |
| Modena                                           | Pfarrkirche San Francesco (CC)                             | 1244–1445 | |                         |
| Molinella, Metr. Bologna                         | Torre di Santo Stefano (CC)                                | 1322–1404 | |                         |
| Nonantola, Prov. Modena                          | Torre dei Bolognesi (CC)                                   | 14. Jh. | |                         |
| Nonantola, Prov. Modena                          | Torre dei Modenesi (CC)                                    | 1261 | urspr. Verteidigungsturm |                         |
| San Felice sul Panaro, Prov. Modena              | Rocca estense (Burg der Este) (CC)                         | 1340 … 1421 | |                         |
| Parma                                            | San Francesco del Prato (CC)                               | 13.–16. Jh. | |                         |
| Parma                                            | Duomo (Dom)                                                | 11.–15. Jh. | überwiegend romanisch, aber einige Kapellen gotisch |                         |
| Parma                                            | ehem Kirche Santa Cecilia (CC)                             | 13. Jh. | 1808 profaniert |                         |
| Parma                                            | ehem. Kirche Santa Maria del Carmine(CC)                   | um 1200 | 1810 profaniert, zeitweise Lagerhalle, heute Veranstaltungssaal |                         |
| Parma                                            | Kirche Santo Stefano (CC)                                  | ab 1294 | heute überwiegend verputzt, Rückfront sichtbarer Backstein |                         |
| Vorort von Parma                                 | Kloster San Martino di Bocci                               | 1298–1385 | die „Kartause von Parma“ |                         |
| Piacenza                                         | Palazzo del Comune (Rathaus) (CC)                          | ab 1281 | |                         |
| Piacenza                                         | Basilika Sant’Antonino                                     | 11. Jh., Gotik 13. Jh. | überwiegend romanisch, Obergadenfenster und nördliche Eingangshalle gotisch |                         |
| Piacenza                                         | Kirche San Francesco (CC)                                  | ab 1278 | |                         |
| Piacenza                                         | Kirche San Giovanni in Canale (CC)                         | ab 1220 | |                         |
| Pontenure, Prov. Piacenza                        | Kirche San Pietro Apostolo (CC)                            | ab 11. Jh. | Turm unten Stein, oben Backstein, romanisch mit gotischem Glockengeschoss |                         |
| Ravenna                                          | Kirche San Giovanni Evangeliste                            | Kirche 5. Jh., Stiftung der Kaiserin Galla Placidia, Glockenturm 10. Jh., Boden 1213, gotisch: Vorhof m. Werksteinportal 14. Jh. u. oberstes Turmgeschoss | Kirche 5. Jh., Stiftung der Kaiserin Galla Placidia, Glockenturm 10. Jh., Boden 1213, gotisch: Vorhof m. Werksteinportal 14. Jh. u. oberstes Turmgeschoss                        |                         |
| Ravenna                                          | Campanile der Kirche San Michele in Africisco, (CC)        | Kirche aus dem 6. Jh., got. Backsteinturm 15. Jh., Schiff heute umgenutzt mit verputzten Hausfassaden                                                     | Kirche aus dem 6. Jh., got. Backsteinturm 15. Jh., Schiff heute umgenutzt mit verputzten Hausfassaden                                                                            |                         |
| Reggio Emilia                                    | Palazzo del Capitano del Popolo (CC)                       | 13. Jh. | Posten des Capitano del Popolo 1278 geschaffen |                         |
| Rimini                                           | Kirche Sant’Agostino (CC)                                  | von vor 1278 bis 1287 | |                         |
| Rimini                                           | Palazzo dell’Arengo (Rathaus) (CC)                         | 1204–1300 | |                         |
| Rimini                                           | Palazzo del Podestà (CC)                                   | 1334 | |                         |
| Valconasso, zu Pontenure, Prov. Piacenza         | Kirche Maria Assunta (Mariä Empfängnis)                    | 1. H. 15. Jh. | Gotik bis Frührenaissance; gebaut als Franziskanerkirche, Turm Replik von 1928                                                                                                   | siehe Google Streetview |
| Vignola, Prov. Modena                            | Castello di Vignola (CC)                                   | Ausbau ab 1401 | Anfänge 1178 |                         |
| Vigolzone, Prov. Piacenza                        | Castello di Grazzano Visconti (CC)                         | 1395 | Schloss mittelalterlich, aber stark restauriert, Gebäude im angrenzenden Ort neugotisch erfunden                                                                                 |                         |
| Zibello, Provinz Parma                           | Kirche Santi Gervasio e Protasio (CC)                      | 1494–1580 | Gotik und beginnende Renaissance |                         |
| Zibello, Provinz Parma                           | Palazzo Pallavicino (CC)                                   | 2. H. 15. Jh. | Einbauten und Erweiterungen bis Anf. 19. Jh. |                         |

## Friaul-Julisch Venetien
– Siehe auch frühmittelalterliche und romanische Backsteinbauten in Friaul-Julisch Venetien (1) –
Hintergrundinformationen:
- ARC-FVG = Gebäudesteckbrief in der nicht-kommerziellen Archeocarta FVG – Carta archeologica del Friuli Venezia Giulia der Friulanischen Gesellschaft für Archäologie (Società Friulana di Archeologia)

Anzahl der Gebäude und Gebäudegruppen: 14
| Ort | Bauwerk                                                  | Bauzeit                 | Anmerkungen | Foto |
| --- | -------------------------------------------------------- | ----------------------- | --- | --- |
| Dignano, FVG | Santi Pietro e Paolo (CC)                                | Anf. 16. Jh.            | Spitzbogenfries aus Backstein unter Giebelschräge und Traufen | |
| Gorizia, UTI Collio-Alto Isontino | Kirche Santi Spirito (Heiliggeistkirche) (CC)            | 1398–1414               | Westfassade: Backstein an Spitzbögen der Fenster und (mögl. jüngerem) Rundbogen des Portals, breiter Ring aus Terracotta um Rundfenster                              | |
| Maniago, UTI Valli e Dolomiti Friulane, Friuli-Venezia Giulia                                                                                                  | Duomo (Dom) (CC) ARC-FVG: MANIAGO (PN): Il Duomo.        | 1488                    | Backsteinfriese an Giebelschrägen und Dachtraufen | |
| Pordenone, UTI del Noncello, Friuli-Venezia Giulia | Campanile des Duomo di San Marco (CC)                    | gotisch bis 1347        | oktogonaler Aufsatz 17. Jh. | |
| Pordenone, UTI del Noncello, Friuli-Venezia Giulia | Palazzo Comunale (Rathaus) (CC)                          | 1291–1395               | | |
| Pordenone, UTI del Noncello, Friuli-Venezia Giulia | Kirche San Francesco (CC)                                | ab 1424                 | Kirche des ehem. Franziskanerklosters, geschlämmter Backstein | |
| Pordenone, UTI del Noncello, Friuli-Venezia Giulia | Kirche Santa Maria degli Angeli (CC)                     | ab 1309                 | Renaissanceportal 1510 | |
| Pordenone, UTI del Noncello, Friuli-Venezia Giulia | Bürgerhäuser                                             | 14. Jh.                 | - Palazzo De Rubeis, nur Randbereiche der mit Fresken bedeckten Fassade backsteinsichtig - Casa Simoni, Backsteinstruktur trotz Bemalung erkennbar                   | |
| San Vito al Tagliamento, UTI del Tagliamento, Friuli-Venezia Giulia                                                                                            | Kirche Santa Maria dei Battuti (… der Geschlagenen) (CC) | 14. Jh. u. Ende 15. Jh. | ehem. Hospitalkirche; Backsteinfriese unter den Giebelschrägen, Übergang Gotik/Renaissance                                                                           | |
| San Vito al Tagliamento, UTI del Tagliamento, Friuli-Venezia Giulia                                                                                            | Antica Loggia Comunale (ehem. Rats-Loggia)               | 15./16. Jh.             | Erdgeschosshalle mit sichtbarem Backstein (li. Bildrand des Platzpanoramas und Google Streetview)                                                                    | |
| San Vito al Tagliamento, UTI del Tagliamento, Friuli-Venezia Giulia                                                                                            | Türme der Stadtbefestigung                               | ab 1277                 | - Torre Raimonda, um 1900 neoromanisch umgestaltet - Torre Scaramuccia, stadtseitig Spitzbogen                                                                       | |
| Udine, Friuli-Venezia Giulia | Dom von Udine(CC) ARC-FVG                                | 2. V. 13. Jh. – 1335    | \| Fassade nach Barockisierung im 18. u. Regotisierung im 19. Jh. wohl etwa wieder wie im 13. Jh., Backsteinturm (1441–1450) auf Baptisterium aus Marmor von 1345 \| | \| Fassade nach Barockisierung im 18. u. Regotisierung im 19. Jh. wohl etwa wieder wie im 13. Jh., Backsteinturm (1441–1450) auf Baptisterium aus Marmor von 1345 \| |
| Udine, Friuli-Venezia Giulia | Kirche San Francesco (CC) ARC-FVG                        | 1259–1266               | einem Chor-Seitenschiff aufsitzender Turm aus Backstein | |
| Udine, Friuli-Venezia Giulia | Porta Aquileia ARC-FVG „Udine – ant. cerchie murarie“    | 1480                    | Teil des 5. Mauerrings | |
| Fassade nach Barockisierung im 18. u. Regotisierung im 19. Jh. wohl etwa wieder wie im 13. Jh., Backsteinturm (1441–1450) auf Baptisterium aus Marmor von 1345 |                                                          |                         | | |

## Latium (Lazio)

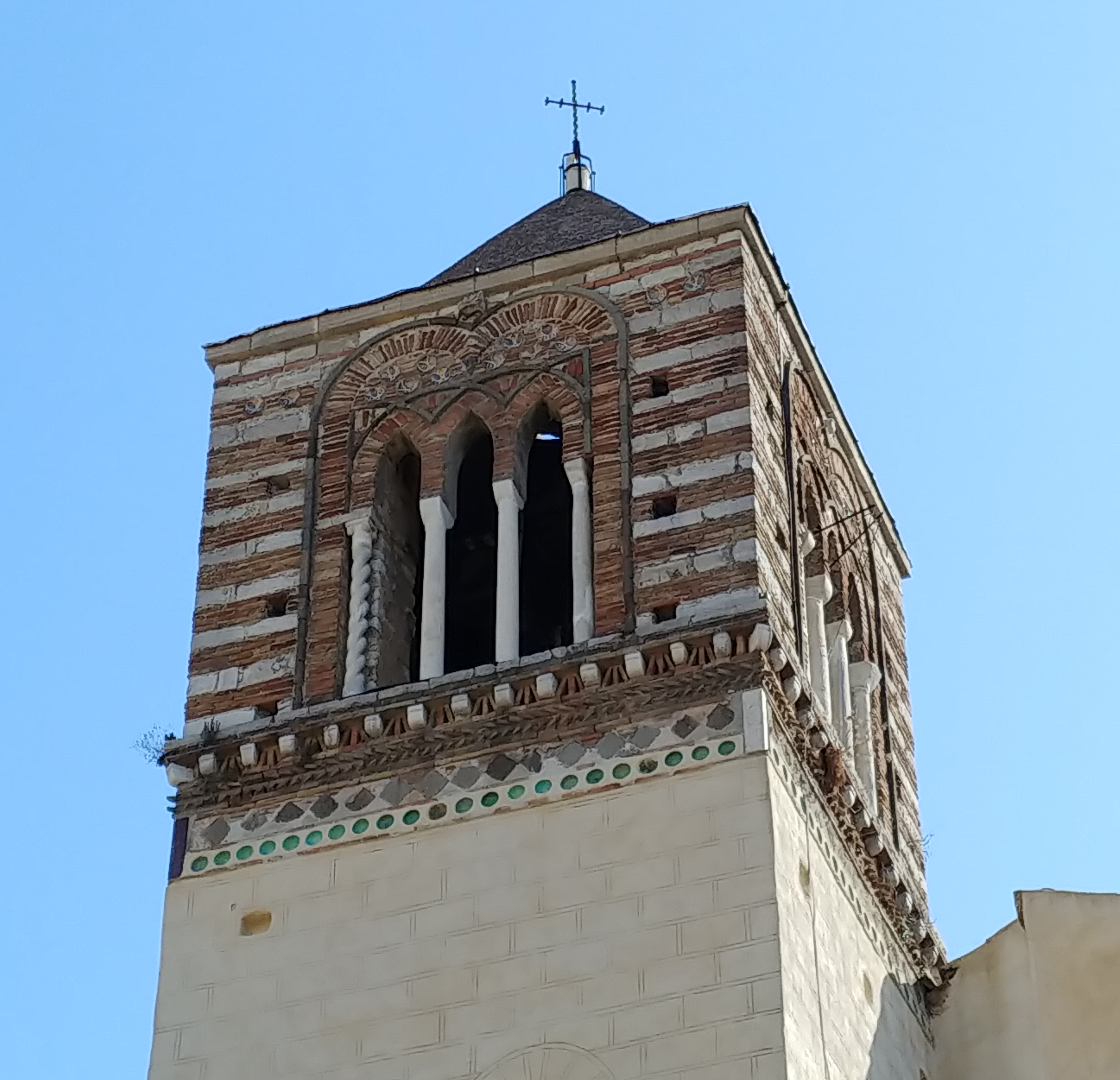
San Michele Arcangelo (CC) in Itri,
Glockengeschoss 11. Jahrhundert,
völlig arabonormannisch

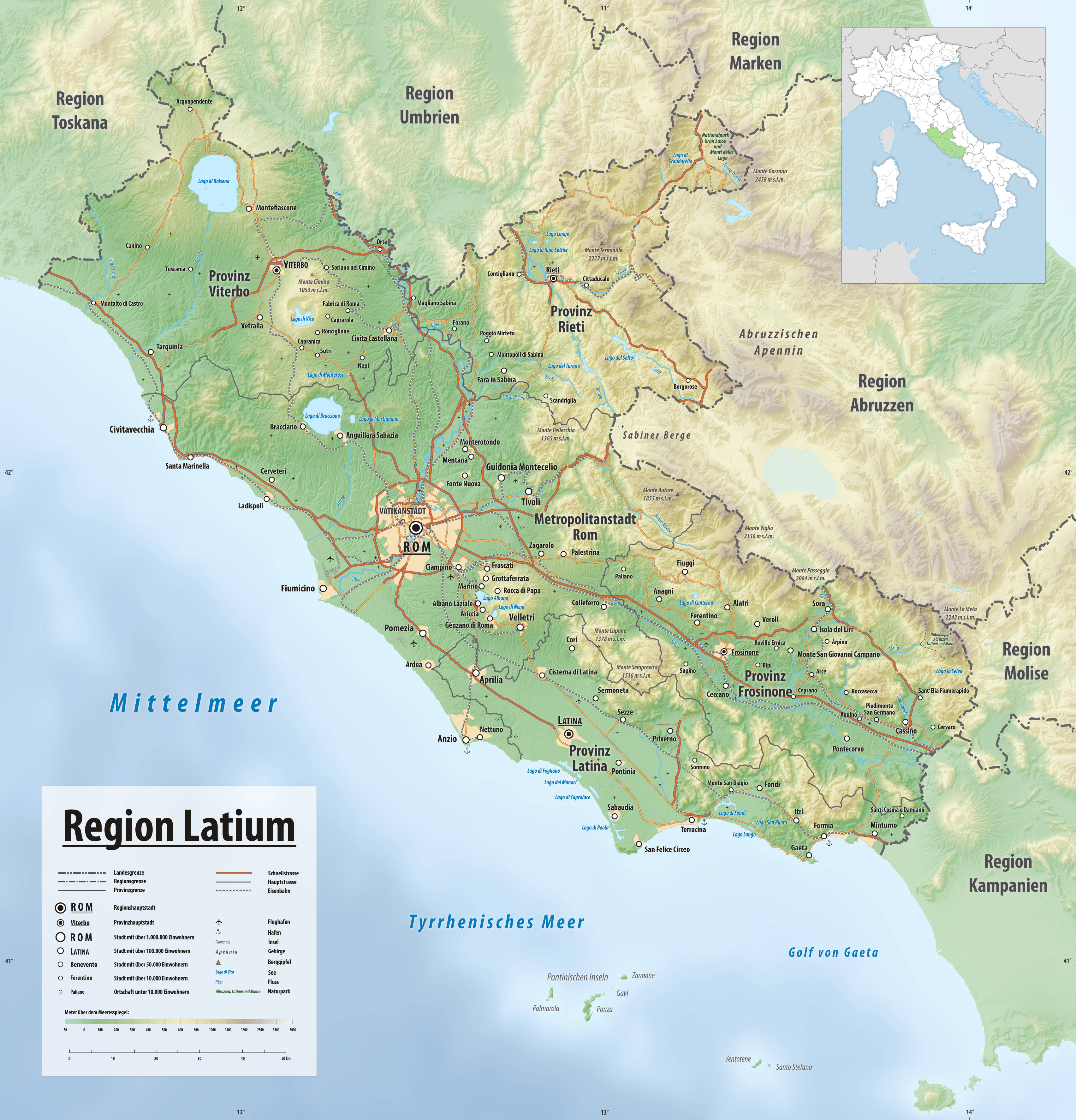
Region Latium, Südküste in der Provinz Latina

– Siehe auch frühmittelalterliche und romanische Backsteinbauten in Latium (8) –
Im Süden der Region Lazio (Latium), historisch im Grenzgebiet zwischen dem Kirchenstaat und dem Königreich Sizilien, gibt es eine Gruppe spitzbogiger Backsteinbauten, die eine Brücke schlagen zwischen der Arabisch-Normannischen Baukunst und der im 12. Jahrhundert beginnenden Gotik. Das älteste dieser Bauwerke ist noch nicht gotisch, die übrigen lassen sich wenigstens in ihren jüngeren Teilen der Gotik zurechnen. Auch im Natursteinbau gibt es in dieser Gegend Bauwerke an der Schwelle zur Gotik, die heutige Abteikirche Fossanova wurde allerdings 1163–1204 errichtet, während der französischen Frühgotik, aber nach der zweiten Bauphase der Stiftskirche von Minturno.
In Rom gibt es mehrere Geschlechtertürme aus der romanischen Stilepoche. Der verwendete Backstein dürfte größtenteils antiker Herkunft sein. Wenigstens einer dieser Türme ist in gotischem Stil gebaut oder umgebaut worden.
Anzahl der Gebäude und Gebäudegruppen: 6
| Ort                 | Bauwerk                                                               | Bauzeit                                                                       | Anmerkungen | Foto |
| ------------------- | --------------------------------------------------------------------- | ----------------------------------------------------------------------------- | --- | ---- |
| Gaeta               | Kampanile des Duomo (CC)                                              | nach 1148 bis 1279                                                            | steinernes offenes Erdgeschoss von römischem Meister Backsteinteile (Schaft und Aufsatz) stilistisch aus einem Guss, evtl. „nur“ arabo-normannisch |      |
| Minturno            | Collegiata (Stiftskirche) u. Ex-Kathedrale San Pietro (CC)            | Kern 9. Jh., erneuert im 12. Jh.                                              | weitere Veränderungen 16. u. 18. Jh.; Vorhalle mit spitzen Backsteinbögen vor spitzbogigen Kreuzgratgewölben                                       |      |
| Terracina           | Cattedrale di San Cesareo                                             | Backstein 13. Jh.                                                             | Campanile aus Backstein mit in Kreuzbogenfries eingebundenen Spitzbogenarkaden                                                                     |      |
| Tivoli, Metrop. Rom | Kirche Santa Maria Maggiore (CC)                                      | Gotik 13. Jh.                                                                 | Vorgänger wohl 5. Jh.; überwiegend romanisch, Stiftung 1130; Fußboden 13. Jh.                                                                      |      |
| Rom                 | Kirche Santa Maria in Aracoeli (… Himmelsaltar), auf dem Kapitolhügel | Vorgänger seit 6. Jh., heutiger Bau seit 1251, Renaissance-Umbauten seit 1572 | Vorgänger seit 6. Jh., heutiger Bau seit 1251, Renaissance-Umbauten seit 1572                                                                      |      |
| Rom                 | Torre dei Caetani (CC)                                                | erwähnt 1192                                                                  | gotisches Fenster in Turm aus dem späten 12. Jh.                                                                                                   |      |

## Ligurien

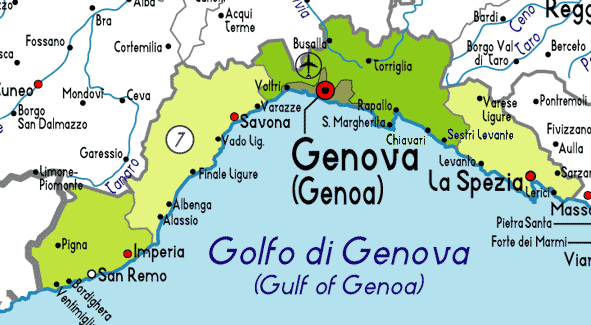
Ligurien

– Siehe auch frühmittelalterliche und romanische Backsteinbauten in Ligurien (3) –
Anzahl der Gebäude und Gebäudegruppen: 8
| Ort                                  | Bauwerk                                 | Bauzeit                      | Anmerkungen | Foto |
| ------------------------------------ | --------------------------------------- | ---------------------------- | --- | ---- |
| Albenga, Provinz Savona              | Campanile der Kathedrale (CC)           | 12./13. Jh.                  | |      |
| Albenga, Provinz Savona              | Geschlechtertürme (CC)                  | 12.–14. Jh.                  | teilw. romanisch begonnen, teilw. später verändert - Torre Peloso Cepolla, Piazza San Michele - Torre Oddo, Via Roma - Torre del Municipio, vormals Torre Malasemenza - Torre Navona, Via Medaglie d’Oro - Torre Lengueglia Costa, Piazetta dei Leoni, 13. Jh. - Torre Comunale, Teil des Palazzo Comunale - Torre Rolandi Ricci, umbaut in der Via Medaglie d’Oro - Torre Conti Cepollini, Via Medaglie d’Oro - Torre Cazzulini, Via Enrico D’Aste, 13. Jh. |      |
| Campochiesa, Albenga, Provinz Savona | Kirche San Giorgio Martire (CC)         |                              | Westfassade: mittlere Wandbereiche und Fassung des frühgotischen Giebeltriforiums aus Backstein |      |
| Bergeggi, Provinz Savona             | Wehrturm                                | 15. Jh.                      | heute bewohnt; Brüstung aus Backstein, evtl. ursprünglich verputzt |      |
| Genua                                | Kirche und Kloster San Matteo (CC)      | 12.–16. Jh.                  | Backsteinbögen im Kreuzgang neben der Kirche |      |
| Orco Feglino, Prov. Savona           | Kirche San Lorenzino (CC)               | 15. Jh.                      | Glockenturm mit Gliederungen aus Backstein; Vorgängerkirche 12. Jh. |      |
| Toirano, Provinz Savona              | Campanile der Kirche San Martino (CC)   | Turm 14. Jh., Kirche 17. Jh. | Spitzbogenblenden um Triforien teilw. in sichtbaren Backstein gefasst |      |
| Varazze, Provinz Savona              | Campanile der Kirche Sant’Ambrogio (CC) | 1338                         | Kirche aus dem 13. Jh. ab 1535 mehrfach umgebaut |      |

## Lombardei

Gliederung der Lombardei

– Siehe auch frühmittelalterliche und romanische Backsteinbauten in der lombardei (22) –
Hintergrundinformationen:
- LBC = Lombardia Beni Culturali

Anzahl der Gebäude und Gebäudegruppen: 105
| Ort                                            | Bauwerk                                                                               | Bauzeit                                                                                      | Anmerkungen | Foto                    |
| ---------------------------------------------- | ------------------------------------------------------------------------------------- | -------------------------------------------------------------------------------------------- | --- | ----------------------- |
| Abbiategrasso, Metr. Mailand                   | Castello Visconteo (CC), LBC                                                          | ab 1381                                                                                      | |                         |
| Abbiategrasso, Metr. Mailand                   | Kirche Santa Maria Nuova (CC), LBC                                                    | 1365–1388                                                                                    | Turm und Kern der Westfassade gotisch aus Backstein |                         |
| Angera, Prov. Varese                           | Rocca Borromeo (CC), LBC                                                              |                                                                                              | Backstein an gotischen Fenstern des Palas sichtbar |                         |
| Bereguardo, Provinz Pavia                      | Castello Visconteo (CC), LBC                                                          | 14./15. Jh.                                                                                  | gotisch |                         |
| Bergamo                                        | Cittadella Viscontea (CC), LBC                                                        | 14. Jh.                                                                                      | Arkaden im Hof – heute der einzige unverputzte mittelalterliche Backstein in Bergamo                                                                           |                         |
| Bernate Ticino Metr. Mailand                   | Turm der Kirche San Giorgio (La Canonica) (CC)                                        | gegründet 1186                                                                               | 1498 Kanonikern übereignet; Turm unten romanisch, oben gotisch; Kirche selber 1582 umgebaut                                                                    |                         |
| Brescia                                        | Kirche Sant’Agostino (CC)                                                             | 12./13. Jh. ff.                                                                              | heute weltlich genutzt |                         |
| Brescia                                        | Broletto (etwa: Regierungspalast) (CC), LBC                                           | Backstein 14.– frühes 15. Jh.                                                                | nur Teile aus Backstein, vor allem unter Pandolfo III. Malatesta errichtete                                                                                    |                         |
| Brescia                                        | Kirche Santissimo Corpo di Cristo (Heiliger Leichnam Christi) (CC)                    | 1467–1473                                                                                    | an der Schwelle zur Renaissance, aber Fries aus Formziegeln an den Giebelschrägen noch gotisch                                                                 |                         |
| Brescia                                        | Kirche und Kloster San Francesco (CC), LBC                                            | 1254–1394                                                                                    | |                         |
| Brescia                                        | Kirche San Giovanni Evangelista (CC), LBC                                             | 400–1440                                                                                     | gotische Fassade mit wechselnden Lagen von Stein und Backstein                                                                                                 |                         |
| Brescia                                        | Kirche Santa Maria del Carmine (CC), LBC                                              | 1348–1475                                                                                    | Backsteinfassade mit verhalten gotischen Elementen, innen im Wesentlichen Renaissance, aber Spitzbögen in Kapellen                                             |                         |
| Brescia                                        | Torre della Pallata (CC)                                                              | 1476–1481                                                                                    | nur Plattform und Aufsatz aus Backstein |                         |
| Caravaggio, Prov. Bergamo                      | Pfarrk. Santi Fermo e Rustico (CC)                                                    | um 1200 –1450                                                                                | romanisch begonnen, Übergang zur Gotik |                         |
| Caravaggio, Prov. Bergamo                      | Kirche San Bernardino (CC)                                                            | 1472–1488                                                                                    | Gotico Lombardo mit gotische Friesen aber Rundbogenfenstern |                         |
| Carpiano, Metr. Mailand                        | Kirche San Martino Vescovo (Bischof …) (CC), LBC                                      | außen 14., innen 15. Jh.                                                                     | |                         |
| Caruberto, San Martino del Lago, Prov. Cremona | ehem. Pfarrei Beata Maria Vergine (CC) LBC zur Institution                            | 14. Jh.                                                                                      | neueres Fenster |                         |
| Castelnovetto, Prov. Pavia                     | Santa Maria delle Grazie                                                              | 15. Jh.                                                                                      | |                         |
| Castiglione Olona, Prov. Varese                | Collegiata (Stiftskirche) dei Santi Stefano e Lorenzo (CC), LBC                       | 1422–1435                                                                                    | |                         |
| Castiglione Olona, Prov. Varese                | Palazzo dei Castiglioni di Monteruzzo (CC) LBC                                        | 15. Jh.                                                                                      | heute Museo d’Arte Plastica |                         |
| Chiaravalle Milanese, Vorort von Mailand       | Abtei Chiaravalle, LBC                                                                | Anf. 13. Jh.                                                                                 | Kirche romanisch mit rundbogigen Kreuzrippengewölben aus Backstein, Vierungsturm mit gotischer Balustrade, Kreuzgang gotisch                                   |                         |
| Cingia de’ Botti, Prov. Cremona                | Pieve (Pfarrei) Gurata (CC)                                                           | Turm ab 1164                                                                                 | roman. (?) Turm mit got. Obergeschoss, Kirche 16. Jh. Renaissance                                                                                              |                         |
| Crema, Prov. Cremona                           | Dom Santa Maria Assunta (CC), LBC                                                     | Ende 12. – 1. H. 13. Jh.                                                                     | |                         |
| Crema, Prov. Cremona                           | Theater (ehem. Kirche) San Domenico (CC)                                              | ab 1332                                                                                      | |                         |
| Cremona                                        | Dom (Duomo), LBC                                                                      | 12.–16. Jh.                                                                                  | Querhaus u. Kampanile gotisch |                         |
| Cremona                                        | Baptisterium, LBC                                                                     | ab 1167                                                                                      | romanisch in Marmor begonnen, gotisch in Backstein vollendet                                                                                                   |                         |
| Cremona                                        | Sant’Agostino (CC), LBC                                                               | 2. Vtl. 14. Jh.                                                                              | urspr. spätgotisch, Innenraum im 16. Jh. massiv verändert, einige gotische Fresken erhalten                                                                    |                         |
| Cremona                                        | San Michele Vetere (CC), LBC                                                          | 1. Vtl. 12. Jh. – ANf. 15. Jh.                                                               | |                         |
| Cremona                                        | Loggia dei Militi (CC), LBC                                                           | 1292                                                                                         | Stadtwache |                         |
| Cremona                                        | Palazzo Cittanova (CC), LBC                                                           | 1256                                                                                         | |                         |
| Curtatone, Prov. Mantua                        | Heiligtum Beata Vergine delle Grazie (CC) LBC                                         | 1399                                                                                         | gotischer Kreuzbogenfries an Dachkanten aus Formziegeln |                         |
| Cusago, Metr. Mailand                          | Castello Visconteo (CC) LBC                                                           | 1370                                                                                         | später stark verändert, heute überw. verputzt, aber teilw. geschlämmt und an einigen Öffnungen Backstein freiliegend                                           |                         |
| Felonica, Prov. Mantua                         | (CC)                                                                                  | 14. Jh.                                                                                      | bis 1573 Abteikirche; Fassade 1913–1915 stark erneuert |                         |
| Filago, Prov. Bergamo                          | Castello di Marne (CC)                                                                | 1300                                                                                         | im 19. Jh. in Neorenaissance restauriert und ausgebaut |                         |
| Formigola, Dello, Provinz Brescia              | Pfarrk. Sta. Maria (CC)                                                               | 15. Jh.                                                                                      | zeitlich gotisch mit typischen Backsteinfriesen, jedoch überw. roman. Formen                                                                                   |                         |
| Gottolengo                                     | Kirche San Girolamo(CC)                                                               | 1479                                                                                         | Karmeliterkirche |                         |
| Gussola, Prov. Cremona                         | Kirche Beata Vergine Annunziata (CC) LBC nur zur Institution                          |                                                                                              | Turm wohl gotisch aus Backstein, Kirche neuer und verputzt |                         |
| Lentate sul Seveso, Monza-Brianza              | Oratorio (Kapelle) di Santo Stefano (CC), LBC                                         |                                                                                              | |                         |
| Lodi                                           | Kirche Sant’Agnese (CC) LBC – archivistici                                            |                                                                                              | |                         |
| Lodi                                           | Duomo (Dom) (CC), LBC                                                                 | 1158 – 13. Jh.                                                                               | romanisch/gotisch; Spitzbögen im Triforiengeschoss |                         |
| Lodi                                           | Kirche San Francesco (CC), LBC                                                        | 1252–1290                                                                                    | |                         |
| Lodi                                           | Palazzo Mozzanica (CC)                                                                | 1403–1416                                                                                    | Erdgeschoss in Renaissance, Obergeschoss in Gotik |                         |
| Lodi                                           | Palazzo Vistarini (CC), LBC                                                           | 14. Jahrhundert                                                                              | |                         |
| Malpaga, Cavernago, Prov. Bergamo              | (CC), LBC                                                                             | 14.–20. Jh.                                                                                  | gotische Stilmerkmale weitgehend durch spätere Veränderungen verschwunden                                                                                      |                         |
| Mantua (Mantova)                               | Duomo (Dom) LBC                                                                       | 1395–1401                                                                                    | Reste des gotischen Vorgängerbaus an der Ostseite; dessen Vorgänger 10. Jh.; Fassade und Innenraum Renaissance 1545                                            |                         |
| Mantua (Mantova)                               | Kirche San Francesco (CC), LBC                                                        | 14./15. Jh.                                                                                  | |                         |
| Mantua (Mantova)                               | Palazzo Ducale (CC), LBC                                                              | Ende 14. Jh.                                                                                 | mehrere, sehr verschiedene Trakte |                         |
| Mantua (Mantova)                               | Palazzo della Ragione                                                                 | 1242–1250                                                                                    | |                         |
| Mantua (Mantova)                               | Kampanile der Basilica Sant'Andrea LBC                                                | 1413/1414                                                                                    | Kirche ab 1470, Renaissance |                         |
| Mantua (Mantova)                               | Kirche und Konvent Santa Paola (CC), LBC                                              | 1416                                                                                         | Spitzbögen und Rundbögen |                         |
| Mantua (Mantova)                               | Casa del Mercante (Haus des Kaufmanns) (CC), LBC                                      | 1455                                                                                         | Formen der Gotik und der Renaissance |                         |
| Martinengo, Prov. Bergamo                      | Kirche Beata Vergine dell'Incoronata LBC (CC)                                         | 15. Jh.                                                                                      | gotische Backsteinfriese |                         |
| Mailand (Milano)                               | Kirche Sant’Eustorgio (CC), LBC                                                       | 11. u. 13. Jh.                                                                               | starke Veränderungen im 19. Jh. |                         |
| Mailand (Milano)                               | Kirche San Cristoforo Martire (CC)                                                    |                                                                                              | spätgotische Kirche des Stadtteils San Cristoforo sul Naviglio                                                                                                 |                         |
| Mailand (Milano)                               | Kirche San Marco (CC), LBC                                                            | 12. bis Ende 14. Jh.                                                                         | |                         |
| Mailand (Milano)                               | Santa Maria Assunta, „la Rossa“ di Crescenzago (CC) LBC                               | 1. H. 12. Jh.                                                                                | großenteils noch romanisch, Gewölbe aber teilweise schon gotisch                                                                                               |                         |
| Mailand (Milano)                               | Kirche Santa Maria del Carmine (CC), LBC                                              | 2. H. 15. Jh.                                                                                | |                         |
| Mailand (Milano)                               | Santa Maria delle Grazie                                                              | spätes 15. Jh.                                                                               | Langhaus gotische Pseudobasilika, Ostteile Renaissance |                         |
| Mailand (Milano)                               | Kirche Santa Maria Incoronata (CC), LBC                                               | 1445                                                                                         | |                         |
| Mailand (Milano)                               | Kirche San Simpliciano (CC), LBC                                                      | 12. Jh.                                                                                      | Hallenkirche mit spitzen Kreuzrippengewölben aus Backstein, äußerlich romanisch                                                                                |                         |
| Mailand (Milano)                               | Pal. Archivescovile (Erzbischöfli. Pal.) (CC), LBC                                    | 1262 u. 1342                                                                                 | ältere Vorgänger; großenteils später umgestaltet |                         |
| Mailand (Milano)                               | Palazzo Borromeo (CC), LBC                                                            | 15. Jh.                                                                                      | |                         |
| Mailand (Milano)                               | Castello Sforzesco, LBC                                                               | ab 1450                                                                                      | einige Teile, insbes. der Torre Filarete, eher Rekonstruktionen des 19. Jh.                                                                                    |                         |
| Mailand (Milano)                               | Casa dei Panigarola (CC), LBC                                                         | Ende 14. Jh. od. 1466                                                                        | 1899 aus anderer Stelle an gegenwärtigen Ort versetzt und mit Teilen anderer Gebäude ergänzt                                                                   |                         |
| Mailand (Milano)                               | Tore der inneren Stadtmauer: - (Alte) Porta Ticinese (CC) - Pusterla di Sant’Ambrogio | nach 1162                                                                                    | neuzeitliche Veränderungen, Seitentore der Porta Ticinese völlig neu                                                                                           |                         |
| Monza                                          | Kirche San Maria in Strada (CC), LBC                                                  | 2. H. 14. Jh.                                                                                | |                         |
| Monza                                          | Duomo (Dom), LBC                                                                      | 1300–1346                                                                                    | nur Westfassade aus Stein |                         |
| Monza                                          | Arengario, LBC                                                                        | 13. Jh.                                                                                      | |                         |
| Monza                                          | Torre di Teodolinda (CC), LBC                                                         | 13. Jh.                                                                                      | ehem. Stadttor |                         |
| Monzoro, Gem. Cusago, Metr. Mailand            | Abbazia Santa Maria Rossa (CC),, LBC                                                  | 14. Jh.                                                                                      | |                         |
| Morimondo Metr. Mailand                        | Kloster Morimondo LBC                                                                 | 1182–1296                                                                                    | zwischenzeitl. 1236 niedergebrannt; spätroman. Kombination: gotische spitzbogige Kreuzrippengewölbe, romanische Außenmauern (außer zwei Blenden im Westgiebel) |                         |
| Mortara, Prov. Mantua                          | Kirche San Lorenzo (CC)                                                               | 1375–1380                                                                                    | |                         |
| Pandino, Prov. Cremona                         | Visconti-Schloss (CC), LBC                                                            | nach 1354, vor 1361                                                                          | |                         |
| Pavia                                          | Castello Visconteo, LBC                                                               | 1360 – Ende 15. Jh.                                                                          | |                         |
| Pavia                                          | Kirche Santa Maria del Carmine (CC), LBC                                              | 12. Jh. – 1450                                                                               | |                         |
| Pavia                                          | Kirche San Francesco d’Assisi (CC), LBC                                               | 1. H. 13. Jh. – 2. H. 14. Jh.                                                                | ehem. Franziskanerkloster |                         |
| Pavia                                          | Palazzo Folperti LBC                                                                  | 15. Jh.                                                                                      | | siehe Google Streetview |
| Pavia                                          | Häuser in der Via Teolinda LBC: Via Teolinda 25                                       | 13.–14. Jh.                                                                                  | | siehe Google Streetview |
| Pavia                                          | Casa degli Eustachi LBC (CC)                                                          | frühes 15. Jh.                                                                               | Backsteinwände und spitzbogige Terrakottafenster |                         |
| Rivolta d'Adda Prov. Cremona                   | Kirche Santa Maria Immacolata (CC)                                                    | 15. Jh.                                                                                      | Feldsteinbau mit gotischem Traufenfries aus Backstein |                         |
| Revere, Prov. Mantua, rechtes Po-Ufer          | Torre del Castello (CC) LBC                                                           | 1125–1350                                                                                    | |                         |
| Robbio, Prov. Pavia                            | Kirche San Michele (CC)                                                               | spätroman.-frühgot.                                                                          | |                         |
| Robbio, Prov. Pavia                            | Kirche San Pietro (CC)                                                                | Westportal gotisch                                                                           | Hauptbauzeit 1125–1150 |                         |
| Salò                                           | Duomo (Dom) (CC) LBC                                                                  | E. 14. Jh. bis 1. H.. 1?. Jh.                                                                | Kreuzrippengewölbe, gotische Terrakottafassungen von Seitenfenstern, schlichte Renaissancefassade aus Backstein                                                |                         |
| San Benedetto Po, Prov. Mantua                 | Abtei Polirone (CC) LBC                                                               | 11.–17. Jh.                                                                                  | Kreuzgang Chiostro di San Simeone LBC gotisch aus Backstein |                         |
| San Giuliano Milanese, Metr. Mailand           | Abtei Viboldone (CC), LBC                                                             | Mitte 12. – fr. 13. Jh.                                                                      | Romanik mit beginnender Gotik |                         |
| San Martino dall’Argine, Prov. Mantua          | Chiesa dei Fratri (Brüderkirche) (CC) LBC                                             | 1489                                                                                         | Turm(obergeschoss) samt Kegeldach gotisch |                         |
| Sannazzaro de' Burgondi                        | Kirche San Nazario e Celso (CC)                                                       | 15./16. Jh.                                                                                  | überw. romanische Formen aus gotischer Zeit, im 17. u. 18. Jh. barockisiert, 1933 äußerlich purifiziert                                                        |                         |
| Sant’Angelo Lodigiano Provinz Lodi             | Castello Bolognini (CC), LBC                                                          | 1381                                                                                         | gotische Formen v. a. in den Höfen |                         |
| Scandolara Ravara, Prov. Cremona               | Kirche Santa Maria della Pace (CC)                                                    | ab 12. Jh.                                                                                   | Inneres u. (restaurierte) Fassade überw. gotisch |                         |
| Siziano, Provinz Pavia                         | Abbazia di Campomorto (CC) LBC                                                        | 14./15. Jh.                                                                                  | |                         |
| Solaro, Metr. Mailand                          | Oratorio dei Santi Ambrogio e Caterina (CC)                                           | 1365                                                                                         | | siehe Google Streetview |
| Soncino, Prov. Cremona                         | Rocca Sforzesca (CC), LBC                                                             | 15. Jh.                                                                                      | |                         |
| Soncino, Prov. Cremona                         | Kirche Santa Maria delle Grazie LBC                                                   | 1484–1520                                                                                    | Übergang zur Renaissance |                         |
| Soncino, Prov. Cremona                         | Casa degli Stampatori ebrei (Haus der hebräischen Buchdrucker) LBC                    | 14.–15. Jh.                                                                                  | |                         |
| Soncino, Prov. Cremona                         | Palazzo Azanelli                                                                      | gotisch 14. Jh.                                                                              | urspr. romanisch (siehe Biforium) |                         |
| Suzzara, Prov. Mantua                          | Torre Civica (Stadtturm) (CC), LBC                                                    | frühes 14. Jh.                                                                               | |                         |
| Treviglio, Prov. Bergamo                       | Basilika San Martino LBC                                                              | Turm um 1000 als Stadtturm begonnen, Kirche ab 1008, gotische Erweiterung 1482, Fassade 1740 | Turm um 1000 als Stadtturm begonnen, Kirche ab 1008, gotische Erweiterung 1482, Fassade 1740                                                                   |                         |
| Treviglio, Prov. Bergamo                       | Palazzo Comunale (Rathaus)                                                            | 14. Jh.                                                                                      | nach Belagerungsschäden von 1509 in der 2. H. 16. Jh. im Renaissancestil wiederhergestellt und vergrößert; einzelne gotische Backsteingewölbe erhalten         |                         |
| Treviglio, Prov. Bergamo                       | Casa gotica (gotisches Haus), Via Municipio 4                                         | 14. Jh.                                                                                      | Flusskiesel mit Ecken aus Backstein |                         |
| Urgnano, Prov. Bergamo                         | Castello dei Conti Albani (CC) LBC                                                    | ab 1493                                                                                      | Visconti-Stil |                         |
| Valeggio Provinz Pavia                         | Castello (Burg) (CC), LBC                                                             | 13.–15. Jh.                                                                                  | |                         |
| Varese                                         | Vicolo Perabò 1                                                                       | 15. Jh.                                                                                      | | siehe Google Stretview  |
| Vigevano, Prov. Pavia                          | Kirche San Pietro Martire (auch San Cristoforo) (CC)                                  | 1363–1480                                                                                    | |                         |
| Voghera, Provinz Pavia                         | Castello Visconteo (CC), LBC                                                          | 1335–1400                                                                                    | nach 1647 umgestaltet, kaum gotische Details erhalten |                         |

Das Ospedale Maggiore in Mailand, errichtet ab 1456 und heute Hauptgebäude der Universität, ist zwar großenteils mit gotischen Zwillingsfenstern ausgestattet, aber Traufenfriese, Giebel und alle Elemente der zahlreichen Arkaden sind schon in Formen der Renaissance gehalten, ebenso die Innenräume.

## Marken

Gliederung der Marken (Marche)

– Siehe auch frühmittelalterliche und romanische Backsteinbauten in der Region Marken (6) –
Hintergrundinformationen:
- MBC = Marche Beni Culturali, die Denkmaldatenbank der Marche

Anzahl der Gebäude und Gebäudegruppen: 25
| Ort                                 | Bauwerk | Bauzeit                  | Anmerkungen                                                                      | Foto                    |
| ----------------------------------- | --- | ------------------------ | -------------------------------------------------------------------------------- | ----------------------- |
| Amandola, Provinz Fermo             | Kirche Sant’Agostino (CC), MBC 666221                                                                             | 1464                     | regionale Romano-Gotik, gotischer Glockenturm                                    |                         |
| Ancona                              | Palazzo degli Anziani (Palast der Älteren) (CC), MBC 65529                                                        | 13./15. Jh.              | ehem. Rathaus, im 14. Jh. teilw. zerstört, Fassade teilw. im 17. Jh. umgestaltet |                         |
| Ancona                              | Palazzo Benincasa (CC), MBC 66046                                                                                 | 15. Jh.                  |                                                                                  |                         |
| Ancona                              | Loggia dei Mercanti (CC), MBC 66042                                                                               | Fassade 1450–1459        | venezianische Gotik, Teile der Obergeschosse aus Backstein                       |                         |
| Castignano Provinz Ascoli Piceno    | Santi Pietro e Paolo (CC)                                                                                         | 11.–14. Jh.              | romanische und gotische Teile                                                    |                         |
| Cupra Marittima, Pr. Ascoli Piceno  | Santa Maria in Castello (CC)                                                                                      | 1227 u.14. Jh.           | romanisch mit gotischen Veränderungen                                            |                         |
| Fabriano, Provinz Ancona            | Kirche Sant’Agostino (CC)                                                                                         | 13. u. 14. Jh.           | obere Teile der Fassade aus Backstein                                            |                         |
| Fabriano, Provinz Ancona            | Ospedale degli Esposti di Santa Maria del Buon Gesù (Aussätzigenspital St. Marien des guten Jesus) (CC) MBC 66140 | ab 1456                  | Sanierung im 18. Jh.; heute städtische Pinakothek                                |                         |
| Fano, Pr. Pesaro-Urbino             | Palazzo des Podestà (CC)                                                                                          | 1299                     |                                                                                  |                         |
| Fermo                               | Kirche San Francesco (CC)                                                                                         | Ende 13. – 1. H. 14. Jh. | gotischer Backsteinturm; Renaissancefassade von 1604                             |                         |
| Fermo                               | (CC) | 1233–1491                | Konkathedrale?                                                                   | siehe Google Streetview |
| Torre die Palme, Gemeinde Fermo     | Kirche Sant’Agostino                                                                                              | 13./14. Jh.              | romanisch und gotisch                                                            |                         |
| Jesi, Provinz Ancona                | Kirche San Marco (Jesi) (CC)                                                                                      | 12. Jh. und später       |                                                                                  |                         |
| Jesi, Provinz Ancona                | Kirche San Nicolò (CC)                                                                                            | 12. und 13. Jh.          | Apsiden und Seitenschiffe romanisch, Mittelschiff gotisch                        |                         |
| Montecassiano, Prov. Macerata       | Palazzo dei Priori (CC)                                                                                           | 13. Jh. u. 1467          |                                                                                  |                         |
| Montecassiano, Prov. Macerata       | Kirche Santa Maria Assunta (CC)                                                                                   | 15. Jh.                  |                                                                                  |                         |
| Montecassiano, Prov. Macerata       | Teile der Stadtbefestigung                                                                                        | 15. Jh.                  |                                                                                  |                         |
| Pesaro                              | Kirche Sant’Agostino (CC)                                                                                         | 1258–1413                | Seitenwand gotisch aus geschlämmtem Backstein                                    |                         |
| San Ginesio, Prov. Macerata         | Collegiata la Pieve di Santa Maria Assunta (Stifts-/Pfarrkirche Mariä Himmelfahrt) (CC)                           | bis 1421                 | gotische Backsteinfassade mit floralen Verzierungen vor Kirche aus dem 11. Jh.   |                         |
| San Severino Marche, Prov. Macerata | Duomo vecchio (alter Dom) (CC)                                                                                    | Gotik 15. Jh.            | gotisches Obergeschoss des Turms; Kernbau 11. Jh.                                |                         |
| San Severino Marche, Prov. Macerata | Kirche San Lorenzo in Doliolo (CC)                                                                                | Turm vor 1305            | nur Turm aus Backstein                                                           |                         |
| Tolentino Prov. Macerata            | Kloster Chiaravalle di Fiastra (CC)                                                                               | ab 1142                  | 1285 verfallen, ab 1581 von Jesuiten wiederaufgebaut                             |                         |
| Urbino                              | Kirche San Domenico (CC)                                                                                          | 1362–1365                | Westfassade gotisch                                                              |                         |
| Urbino                              | Oratorio (Kapelle) San Giovanni Battista (CC)                                                                     | 1365                     |                                                                                  |                         |
| Urbisaglia                          | Kirche Madonna della Maestà (CC)                                                                                  | um 1429                  | Dank nach überstandener Pestepidemie von 1427 Portal 18. Jh.                     |                         |

## Piemont

Gliederung des Piemont

– Siehe auch frühmittelalterliche und romanische Backsteinbauten im Piemont (27) –
Hintergrundinformationen:
- ARC = Archeocarta des gemeinnützigen Gruppo Archeologico Torinese (GAT)

Anzahl der Gebäude und Gebäudegruppen: 122
| Ort                                                         | Bauwerk | Bauzeit | Anmerkungen | Foto                         |
| ----------------------------------------------------------- | --- | --- | --- | ---------------------------- |
| Acqui Terme, Prov. Alessandria                              | Duomo di Santa Maria Assunta (Dom Mariä Himmelfahrt) ARC (CC)                                                         | Turm 13. Jh. (–1479) | gotischer Backsteinturm |                              |
| Alba, Prov. Cuneo                                           | Duomo (Dom) (CC) | 1486–1517 | anliegender Turm 13. Jh. und 1477, massive Erneuerung v. a. der Westfassade 1867–1878 |                              |
| Alba, Prov. Cuneo                                           | Kirche San Domenico (CC) ARC                                                                                          | 13./14. Jh. | |                              |
| Alessandria                                                 | Kirche Santa Maria di Castello (CC)                                                                                   | 1486–1545 | |                              |
| Arona, Provinz Novara                                       | Broletto (Verwaltungs- bzw. Stadtherrenpalast) (CC)                                                                   | Ende 14. bis Mitte 15. Jh. | |                              |
| Asti (siehe auch städt. Seite mit mittelalterlichen Bauten) | Duomo (Dom) Santa Maia Assunta (CC) ARC                                                                               | 1295–1348 | |                              |
| Asti (siehe auch städt. Seite mit mittelalterlichen Bauten) | Stiftskirche San Secondo ARC                                                                                          | gotisch 15. Jh. | romanisch 10./11. Jh. |                              |
| Asti (siehe auch städt. Seite mit mittelalterlichen Bauten) | Palazzo del Podestà                                                                                                   | 13. Jh. | romanisch u. gotisch |                              |
| Asti (siehe auch städt. Seite mit mittelalterlichen Bauten) | private Palazzi: - Palazzo Catena (15. Jh.) - Palazzo Zoya (13. Jh.)                                                  | | |                              |
| Asti (siehe auch städt. Seite mit mittelalterlichen Bauten) | Palazzo Natta u. Torre natta                                                                                          | 11. Jh. und später | |                              |
| Asti (siehe auch städt. Seite mit mittelalterlichen Bauten) | andere Geschlechtertürme: - Torre Comentina (13. Jh.) - Torre Guttuari (1304) - Torre De Regibus (12. Jh. und später) | | |                              |
| Viatosto, Gemeinde Asti                                     | Mariahilfkirche – Santa Maria Ausiliatrice (CC) ARC                                                                   | gotischer Umbau 14. Jh. | romanischer Campanile 13. Jh. |                              |
| Avigliana, Metr. Torino                                     | Kirche San Giovanni (CC)                                                                                              | 1284–1324 | |                              |
| Avigliana, Metr. Torino                                     | Kirche Santa Maria Maggiore (CC)                                                                                      | (12.–)15. Jh. | Turmobergeschoss u. gemauerte Spitze aus Backstein |                              |
| Avigliana, Metr. Torino                                     | (CC) | gotisch 14./15. Jh. | überwiegend romanisch 12. Jh. |                              |
| Avigliana, Metr. Torino                                     | Eckhaus an der Piazza Conte Rosso                                                                                     | | got. Backsteinbögen |                              |
| Barengo, Prov. Novara                                       | Castello (Burg) (CC)                                                                                                  | 14. Jh. | |                              |
| Biella                                                      | Kirche San Giacomo(CC)                                                                                                | geweiht 1227 | Putzbau mit Backsteinfriesen, Turm eindeutig gotisch |                              |
| Biella                                                      | Porta di Ghiara | 13. Jh. | |                              |
| Borgomasino, Metr. Torino                                   | Castello di Borgomasino (CC)                                                                                          | Türme 14. Jh. | übrige Gebäude überw. spätes 19. Jh. |                              |
| Bosco Marengo, Prov. Alessandria                            | Kirche Santi Pietro e Pantaleone(CC)                                                                                  | Turm 13. Jh. | Kirche aus dem 13. Jh. mehrfach verändert, Fassade 19. Jh. |                              |
| Bra, Prov. Cuneo                                            | Palazzo Traversa (CC) ARC                                                                                             | 15. Jh. | |                              |
| Buronzo, Prov. Vercelli                                     | Castello di Buronzo (CC) ARC                                                                                          | 13. Jh. | |                              |
| Buttigliera Alta, Metr. Torino                              | Sant’Antonio di Ranverso                                                                                              | gotisch um 1300 | Hospitalkirche |                              |
| Caluso, Metr. Torino                                        | Castelazzo/Rocca (CC)                                                                                                 | v. a. um 1324 | seit 1537 Ruine |                              |
| Carmagnola, Metr. Turin                                     | Stiftskirche Santi Pietro e Paolo (CC) ARC (2. Eintrag)                                                               | 1492–1514 | |                              |
| Carmagnola, Metr. Turin                                     | Castello (Schloss) ARC (4. Eintrag)                                                                                   | 13. u. 16. Jh. | |                              |
| Carmagnola, Metr. Turin                                     | Palazzo Lomellini (CC)                                                                                                | 15. Jh. | im 18. Jh. verändert |                              |
| Carmagnola, Metr. Turin                                     | Casa Borioli | 15. Jh. | neben Palazzo Lomellini | siehe Google Streetview      |
| Casale Monferrato                                           | Kirche San Domenico (CC)                                                                                              | 1472–1508 | Kirche und Turm Backstein mit gotischen Spitzbogenfenstern, aber Renaissanceportal aus Werkstein |                              |
| Casalgiate, Comune di Novara                                | Castello di Casalgiate (CC)                                                                                           | 15. Jh. | spätere Veränderungen; derzeit sehr schlechter Erhaltungszustand |                              |
| Casanova Elvo, Prov. Vercelli                               | Castello di Casanova (CC)                                                                                             | 13. u. 15. Jh. | |                              |
| Cassine, Prov. Alessandria                                  | Kirche San Francesco (CC)                                                                                             | 1291–1327 | spätere Veränderungen der Fassade |                              |
| Castellazzo Bormida, Prov. Alessandria                      | Kirche San Martino (CC)                                                                                               | 14. u. frühes 16. Jh. | Turm gotisch, Fassade schon Renaissance |                              |
| Castellazzo Novarese, Prov. Novara                          | Castello (Schloss)/ Rocca (Burg) (CC)                                                                                 | 15. Jh. | Erweiterungen im 17. Jh. |                              |
| Castelnuovo Scrivia, Prov. Alessandria                      | Castello Podestarile (CC) ARC (1. Eintrag)                                                                            | | 14.–16. Jh. |                              |
| Castiglione Falletto, Prov. Cuneo                           | Castello (Schloss) (CC)                                                                                               | 14. Jh. | |                              |
| Cavallerleone, Prov. Cuneo                                  | Castello (Schloss) (CC)                                                                                               | | Gotik u. Renaissance, heute Ruine |                              |
| Cavagnolo, Metr. Turin                                      | Abtei Santa Fede (CC) ARC                                                                                             | 1. Erwähnung 1281, romanische Formen aus gotischer Zeit                                                                          | 1. Erwähnung 1281, romanische Formen aus gotischer Zeit |                              |
| Cherasco, Prov. Cuneo                                       | Kirche San Pietro ARC (CC)                                                                                            | 13. Jh. | römische Steinquader, got. Backstein |                              |
| Cherasco, Prov. Cuneo                                       | Torre civica (Stadtturm)                                                                                              | | | Google streetview            |
| Cherasco, Prov. Cuneo                                       | mehrere Häuser | 14./15. Jh. | Fassaden mit gotischen Backsteinbögen |                              |
| Chiaverano, Metr. Torino                                    | Befestigungen (CC) ARC                                                                                                | u. a. 1296 | Befestigung San Giuseppe auf Hügeln außerhalb des Ortes, seit 1640 Ruine |                              |
| Chieri, Prov. Cuneo                                         | Santa Maria della Scala                                                                                               | Gotik 1305–1437 | keine Kathedrale |                              |
| Chieri, Prov. Cuneo                                         | Kirche San Giorgio Martire (CC)                                                                                       | 1442 | Vorgängerbau 1412 durch Brand zerstört; gotischer Backsteinchor, im 18. Jh. barocke Umgestaltung u. a. des Turms, 19./20. Jh. neugotische Innenausstattung                                          |                              |
| Chieri, Prov. Cuneo                                         | Kirche San Leonardo ARC                                                                                               | 15. Jh. | urspr. Johanniterkirche, seit dem 19. Jh. Salesianer | Google Streetview Via Roma 2 |
| Chieri, Prov. Cuneo                                         | Ghetto | | Häuser aristokratischer Familien, bei Einrichtung des Ghettos 1723/24 an Juden vermietet |                              |
| Chivasso, Metr. Turin                                       | Stiftskirche Santa Maria Assunta (CC) ARC                                                                             | 1415–1429 | außen gotisch, innen barock |                              |
| Crescentino, Prov.Vercelli                                  | Castello Tizzoni (CC) ARC                                                                                             | 1319 | |                              |
| Cuneo                                                       | ehem. Kirche und Kloster San Francesco (CC) ARC                                                                       | 15. Jh. | Vorgänger seit 13. Jh., heute städtisches Museum und Gruppendenkmal (Complesso monumentale) |                              |
| Fossano, Prov. Cuneo                                        | Castello dei Principi d’Acaja (CC) ARC                                                                                | 1314–1332 | um 1500 aus einer Festung zum Palast umgebaut |                              |
| Gassino Torinese, Metr. Torino                              | Castello di Bardassano (CC)                                                                                           | Anfänge 11. Jh., Kern 14. Jh., heutige Erscheinung überwiegend spätes 16. Jh.                                                    | Anfänge 11. Jh., Kern 14. Jh., heutige Erscheinung überwiegend spätes 16. Jh. |                              |
| Gattinara, Prov. Vercelli                                   | Kirche San Pietro (CC)                                                                                                | 1470 | nur Westfassade noch gotisch |                              |
| Ghemme, Provinz Novara                                      | Castello-ricetto (Fluchtburg) (CC)                                                                                    | 11.–15. Jh. | |                              |
| Grinzane Cavour, Prov. Cuneo                                | Castello (Schloss) (CC)                                                                                               | Mitte 16. Jh. | primär gotisch, Wohntrakt in der Renaissance erweitert |                              |
| Ivrea, Metr. Torino                                         | Kirche u. Kloster San Bernardino (CC)                                                                                 | 1456–1465 | Traufenfriese, Turmobergeschoss und anderes aus Backstein |                              |
| Ivrea, Metr. Torino                                         | Sant’Ulderico (Ulrichskirche)                                                                                         | gotisch 14. Jh. | Turm 11. Jh. mit Spolienbackstein, gotischer Spitzbogen zu 2/3 von jüngerem Steinportal überbaut |                              |
| Ivrea, Metr. Torino                                         | Torre dei Tallianti                                                                                                   | obere- Geschosse 13. Jh. | begonnen wohl im 12. Jh. |                              |
| Ivrea, Metr. Torino                                         | Castello di Ivrea (CC) ARC                                                                                            | 1358–1395 | |                              |
| Moncalieri, Metr. Turin                                     | Stiftskirche Santa Maria della Scala (CC) ARC                                                                         | 1232–1330 | |                              |
| Mondovì, Prov. Cuneo                                        | Torre Civica del Belvedere (Städtischer Aussichtsturm) (CC)                                                           | 13.–14. Jh. | Campanile der 1802 abgerissenen Kirche Sant’Andrea |                              |
| Mondovì, Prov. Cuneo                                        | Palazzo del Governatore (CC)                                                                                          | im 16. Jh. aus älteren Gebäuden zusammengefasst; Erdgeschossarkaden aus Backstein                                                | im 16. Jh. aus älteren Gebäuden zusammengefasst; Erdgeschossarkaden aus Backstein |                              |
| Mondovì, Prov. Cuneo                                        | Palazzo Fauzone di Germagnano(CC)                                                                                     | Gebäude 13. Jh., gotische Arkaden 14. Jh. heute Keramikmuseum                                                                    | Gebäude 13. Jh., gotische Arkaden 14. Jh. heute Keramikmuseum |                              |
| Mondovì, Prov. Cuneo                                        | Casa Giolitti (CC) | | |                              |
| Lanzo Torinese, Metr. Torino                                | Kirche San Pietro in Vincoli(CC)                                                                                      | 1543 u. 1591 | roher Bruchstein mit gotischen Backsteingliederungen; Turm und Nordfassade im 19. Jh. erneuert |                              |
| Mazzè, Metr. Torino                                         | Castello di Mazzè' (CC) ARC                                                                                           | 14. Jh. | Anfänge 11. Jh.; massive Veränderungen im 16., 17. u. 19. Jh. |                              |
| Moncalieri, Metr. Torino                                    | Castello di Moncalieri (CC) ARC                                                                                       | zwei Rundtürme von 1475 erhalten; starke Veränderungen im 19. Jh.                                                                | zwei Rundtürme von 1475 erhalten; starke Veränderungen im 19. Jh. |                              |
| Moncalvo, Provinz Asti                                      | Kirche San Francesco, (CC), ARC                                                                                       | 1272 | starke Veränderungen ab 16. Jh., Turm und Chor (außen) noch erkennbar gotisch |                              |
| Moncrivello, Prov. Vercelli                                 | Castello di Moncrivello (CC) ARC                                                                                      | 14. Jh. | Feldstein/Kiesel und Backstein |                              |
| Montalto Dora, Metr. Torino                                 | Castello (CC) ARC | 13.–16. Jh. | Naturstein mit einigen Gliederungen aus Backstein |                              |
| Monticello d’Alba, Prov. Cuneo                              | Kirche San Ponzio e Immacolata Concezzione (St. Pontius u. Mariä Empf.) (CC)                                          | Turm 14. Jh. | heutige Kirche Anf. 17. Jh. |                              |
| Nibbiola, Prov. Novara                                      | Castello (Schloss) (CC)                                                                                               | 15. Jh. | Fenster u. a. 18. Jh. |                              |
| Novara                                                      | Broletto (Regierungspalast) (CC)                                                                                      | 12.–15. Jh. | romanisch und gotisch |                              |
| Novara                                                      | Bürgerhäuser: Casa della Porta (CC) Casa Rognoni (CC)                                                                 | 15. Jh. | |                              |
| Novara                                                      | Abteikirche San Nazzaro della Costa (CC)                                                                              | 12.–13.–15. Jh. | romanisch und gotisch (v. a. Presbyterium) |                              |
| Novara                                                      | Castello (Schloss) (CC)                                                                                               | ab 1272 | in den Formen romanisch und etwas gotisch |                              |
| Ozegna, Metr. Torino                                        | Ricetto e Castello (Befestigung und Schloss) (CC) ARC                                                                 | nach Zerstörung von 1433 alsbald wieder aufgebaut                                                                                | nach Zerstörung von 1433 alsbald wieder aufgebaut |                              |
| Pavone Canavese, Metr. Torino                               | Castello e Ricetto (Schloss u. Befestigung) (CC) ARC                                                                  | Schloss 1326–1346 | Anfänge um 1000 unter Otto III.; ab 1885 sorgfältige Restaurierung durch den portugiesischen Architekten Alfredo d’Andrade                                                                          |                              |
| Pecetto Torinese, Metr. Torino                              | Kirche San Sebastiano (CC)                                                                                            | 15. Jh.–1508 | |                              |
| Pecetto Torinese, Metr. Torino                              | Burgturm | um 1227 | Rest einer unvollendeten Burg |                              |
| Peveragno, Prov. Cuneo                                      | Kirche San Giovanni (CC)                                                                                              | vor 1580 | Turm aus Feldstein mit Backsteingliederungen |                              |
| Pinerolo, Metr. Torino                                      | Kirche San Maurizio (CC) ARC                                                                                          | 1442– 1463–1470 | Vorläufer und ältere Teile seit 1078 |                              |
| Pinerolo, Metr. Torino                                      | Casa del Vicario | 15. Jh. | |                              |
| Pontecurone, Prov. Alessandria                              | Kirche Santa Maria Assunta (CC)                                                                                       | 13./14. Jh. | |                              |
| Quinto Vercellese, Prov.Vercelli                            | Castello degli Avogadro (CC)ARC                                                                                       | um 1424 ausgebaut | Kern 10. Jh. |                              |
| Quinto Vercellese, Prov.Vercelli                            | Kirche Santi Nazario e Celso (CC)                                                                                     | | Staffelhalle, Kern 10. Jh. vorromanisch, Seitenschiffe 13. Jh. romanisch, 15. Jh. gotisch |                              |
| Rivarolo Canavese, Metr. Torino                             | Castello di Malgrà (CC) ARC                                                                                           | 1333–1336 | |                              |
| Rivarolo Canavese, Metr. Torino                             | ehem. Franziskanerkloster                                                                                             | Kreuzgang 15. Jh. | nur noch in Resten erhaltener Kreuzgang gotisch aus Backstein, Kirche massiv barock verändert | kein Foto in WM Commons      |
| Rivoli                                                      | Alte Stiftskirche Santa Maria della Stella (CC) ARC                                                                   | 1307 | |                              |
| Rossana, Prov. Cuneo                                        | Kirche Santa Maria Assunta ARC                                                                                        | 13.–15. Jh. | | siehe Google Streetview      |
| Rovasenda, Prov. Vercelli                                   | Castello di Rovasenda (CC) [Rovasenda (VC) : Castello ARC]                                                            | 12./12. Jh., 1459–1461 | spätere Veränderungen |                              |
| Sale Prov. Cuneo                                            | Kirche Santi Maria e Siro                                                                                             | 1232 erwähnt, 1425 Pfarre | Fassade Feldstein mit Gliederungen aus Backstein, Hallenkirche mit Backsteinrippen |                              |
| Saluzzo, Prov. Cuneo                                        | Duomo (Dom) (CC) | 1491–1500 | |                              |
| Saluzzo, Prov. Cuneo                                        | Kirche San Giovanni (CC)                                                                                              | 1230–1530, Turm 1376 | Turm u. Obergaden aus Backstein; gotische spitzbogige Rippengewölbe, aber trotz Bauzeit viele romanische Formen                                                                                     |                              |
| Saluzzo, Prov. Cuneo                                        | Porta Vacca („Kuhtor“)                                                                                                | 1379 | Teil des im 17. Jh. abgerissenen Stadtmauerrings |                              |
| Sant’Ambrogio di Torino, Metr. Torino                       | Sacra di San Michele (CC) ARC                                                                                         | | gotische Mittelschiffsrippen und Obergadenblenden ebenso aus Backstein wie roman. Apsis |                              |
| Santhià, Prov. Vercelli                                     | Kirche Sant'Agata (e Giorgio)(CC)                                                                                     | zweitoberstes Geschoss des unterhalb noch romanischen Turms mit Spitzbogenblenden; Kirche im Kern 1150, klassizist. Fassade 1840 | zweitoberstes Geschoss des unterhalb noch romanischen Turms mit Spitzbogenblenden; Kirche im Kern 1150, klassizist. Fassade 1840                                                                    |                              |
| Serralunga d’Alba, Provinz Cuneo                            | Castello (Schloss/Burg) (CC)                                                                                          | 1340–1357 | |                              |
| Turin (Torino)                                              | Kirche San Domenico (CC), ARC                                                                                         | 14.–15. Jh. | |                              |
| Turin (Torino)                                              | Palazzo Madama ARC | 1317–1320, 1402–1418 | Westfassade barock, übrige Seiten gotisch |                              |
| Turin (Torino)                                              | Casa dei Romagnano, ARC                                                                                               | 14.–16. Jh. | gotische Backsteinbögen |                              |
| Turin (Torino)                                              | Casa del Senato ARC                                                                                                   | 14. u. 16. Jh. | mittelalterlicher Backstein und römische Spolien |                              |
| Turin (Torino)                                              | Casa Broglia, ARC | 1323, 15. u. 16. Jh. | |                              |
| Tortona, Prov. Alessandria                                  | Kirche Santa Maria Canale (CC)                                                                                        | 12. u. 14. Jh. | romanisch mit gotischen Erneuerungen, Grenzfall Hallenkirche/Pseudobasilika |                              |
| Trino, Prov. Vercelli                                       | Kirche Santa Caterina oder San Domenico (CC)                                                                          | geweiht 1452 | Gotische Hallenkirche, im 18. Jh. barock erweitert, obere Turmgeschosse gotisch |                              |
| Trino, Prov. Vercelli                                       | Abtei Lucedio | Turm 1170 u. 1. H. 13. Jh. | Campanile – für Zisterzienserabtei erstaunlich: rechteckiges romanisches Untergeschoss ganz aus Backstein, achteckige Obergeschosse mit Gliederungen aus Sichtbackstein; Kirche 1769 barock ersetzt |                              |
| Trinità, Prov. Cuneo                                        | Kirche della Santissima Trinità (CC)                                                                                  | Turm 15. Jh. | Turm in retrospektiver Gestaltung mit Rundbögen, heutige Kirche Putzbau des 18. Jh. |                              |
| Varese                                                      | Baptisterium (CC) LBC                                                                                                 | 12./13. Jh. | außen romanisch, innen Gewölbe mit spitzbogigen Backsteinrippen |                              |
| Varese                                                      | Casa Perabò | 15. Jh. | Haus mit Terrakotta-Fenster | Foto siehe Google Maps       |
| Vercelli                                                    | Basilica di Sant’Andrea (CC), ARC                                                                                     | überw. fr. 13. Jh., Campanile um 1400                                                                                            | romanische Portale und Fenster, gotische Arkaden und Gewölbe, Westfassade aus Stein |                              |
| Vercelli                                                    | Castello Visconteo (CC)                                                                                               | Ende 13. Jh. | |                              |
| Vercelli                                                    | Kirche Sant’Agnese in San Francesco (CC)                                                                              | 14. Jh. | zwischenzeitlich entwidmet, Westfassade 1822, neobarock |                              |
| Vercelli                                                    | ehem. Kirche San Marco (CC)                                                                                           | 1266 | seit Anfang 19. Jh. profaniert, heute Museum ARCA, Hallenkirche, gotischer Campanile aus Backstein                                                                                                  |                              |
| Vercelli                                                    | Kirche Tommaso e Teonesto in San Paolo                                                                                | ab 1229, gotisch 1420 | erst klein, gotische Erweiterung auf vier Schiffe Fassade in romanischen Formen, Hallenkirche mit teilweise gotischen Gewölben 1820 Einzug der Pfarrei Santi Tommaso e Teonesto                     |                              |
| Verzuolo, Prov. Cuneo                                       | Alte Kirche Santi Filippo e Giacomo, (CC)                                                                             | Kirche ab 11. Jh.; Fassade mit Traufenfries aus Backstein Mitte 15. Jh., gemauerter Mosaikhelm des Turms um 1485; Chor barock    | Kirche ab 11. Jh.; Fassade mit Traufenfries aus Backstein Mitte 15. Jh., gemauerter Mosaikhelm des Turms um 1485; Chor barock                                                                       |                              |
| Vigone, Metr. Torino                                        | Kirche Santa Caterina (CC) ARC                                                                                        | 1460 | Putzbau mit Backsteingliederungen |                              |
| Vigone, Metr. Torino                                        | Pieve di Santa Maria de Hortis (Pfarre Maria zu den Gärten) (CC) ARC                                                  | Gotisches Terrakottaportal an und Fresken des 14./15. Jh. in wohl älterer Kirche                                                 | Gotisches Terrakottaportal an und Fresken des 14./15. Jh. in wohl älterer Kirche |                              |
| Vignale Monferrato, Prov. Alessandria                       | Kirche Beata Vergine Addolorata (Mariä Schmerzen) (CC)                                                                | 1470–1490/1510 | nach Seite der Comune „romanisch“, jedoch weder typisch romanische noch typisch gotische Formen |                              |
| Villafranca Piemonte, Metr. Torino                          | Kirche Santo Stefano, Turm Cantogno (CC) ARC                                                                          | geschlämmte gotische Backsteinfassade, Gebäude wohl 12. Jh., Turm 14. Jh.                                                        | geschlämmte gotische Backsteinfassade, Gebäude wohl 12. Jh., Turm 14. Jh. |                              |
| Villar Dora, Metr. Torino                                   | Castello (Schloss) (CC) ARC                                                                                           | 13. u. 17. Jh. | |                              |
| Vogogna, Prov. Verbano- Cusio-Ossola                        | (CC) | 1348 | wenig Backstein |                              |
| Volpedo, Prov. Alessandria                                  | Pieve (Pfarrei) di San Pietro (CC)                                                                                    | 10. u. 15. Jh. | romanischer Feldsteinbau, Fassade mit gotischen Gliederungen aus Backstein |                              |

## Sizilien

Gliederung Siziliens

– Siehe auch frühmittelalterliche und romanische Backsteinbauten in Sizilien (8) –
Anzahl der Gebäude und Gebäudegruppen: 1
| Ort                                                           | Bauwerk            | Bauzeit | Anmerkungen                                  | Foto |
| ------------------------------------------------------------- | ------------------ | ------- | -------------------------------------------- | ---- |
| Taormina, Ostküste am Fuß des Ätna, Metropolitanstadt Messina | Porta Catania (CC) | 1440    | stadtseitig spitzer Blendbogen aus Backstein |      |

## Toskana

Verwaltungseinteilung der Toskana

– Siehe auch frühmittelalterliche und romanische Backsteinbauten in der Toskana (7) –
Anzahl der Gebäude und Gebäudegruppen: 66
| mehrere private Palazzi: | 1. Pal. della Cancelleria (CC) 2. Palazzo Razzi (CC) 3. Palazzo Tinacci (CC) 4. Palazzo Tortoli (CC) |

| Stadttore und Teile der Stadtmauer 1325–1329 | - Porta Romana - Porta Fontebranda - Porta Laterina - Porta Ovile - Porta tufi |

## Trentino mit Südtirol
– Siehe auch frühmittelalterliche und romanische Backsteinbauten im Trentino mit Südtirol (3) –
Anzahl der Gebäude und Gebäudegruppen: 2
| Ort             | Bauwerk            | Bauzeit | Anmerkungen | Foto |
| --------------- | ------------------ | --- | --- | ---- |
| Trento (Trient) | Torre Vanga        | Kern 1210, zumeist in bischöflicher Hand, Aufstockungen in Backstein im 14./15. Jh., aber überw. romanische Formen | Kern 1210, zumeist in bischöflicher Hand, Aufstockungen in Backstein im 14./15. Jh., aber überw. romanische Formen |      |
| Trento (Trient) | Torre della Tromba | Backstein 14. Jh.                                                                                                  | nur oberste Turmgeschosse aus Backstein                                                                            |      |

## Umbrien
Anzahl der Gebäude und Gebäudegruppen: 3
| Ort                          | Bauwerk                                                                                                   | Bauzeit                    | Anmerkungen                                                                                    | Foto |
| ---------------------------- | --- | -------------------------- | ---------------------------------------------------------------------------------------------- | ---- |
| Perugia                      | Duomo | 1345–1490                  | in Backstein gefasste Spitzbogenfenster in den überwiegend aus Naturstein bestehenden Fassaden |      |
| Perugia                      | 2 Stadttore: - Cassero di Porta di Sant’Angelo (CC), 1325, Backstein 1416–1424 - Porta Santa Susanna (CC) | 14. Jh., Backstein 15. Jh. |                                                                                                |      |
| Sant’Enea, Comune di Perugia | Porta Sant’Enea (CC)                                                                                      | 14. Jh.                    | Tor des befestigten Dorfes Sant’Enea                                                           |      |

## Venetien
– Siehe auch frühmittelalterliche und romanische Backsteinbauten im Veneto ()23 –
Anzahl der Gebäude und Gebäudegruppen: 83
| Ort                                                                 | Bauwerk                                            | Bauzeit | Anmerkungen | Foto |
| ------------------------------------------------------------------- | -------------------------------------------------- | --- | --- | ---- |
| Abano Terme, Prov. Padua                                            | Santuario di Monteortone (CC)                      | 1428–1435 | Fassade mit Lisenen u. rundbogigen Fensterlaibungen aus Backstein, Spitzbogengewölbe                                                                                   |      |
| Badia Polesine, Prov. Rovigo                                        | Palazzo degli Estensi (Stadtpalais der Este) (CC)  | 1430 | |      |
| Bagnoletto, Bagnoli di Sopra, Prov. Padua                           | (CC)                                               | 1473 | |      |
| Bassano del Grappa, Prov. Vicenza                                   | (CC)                                               | 1158–1183 | 1926–1928 Wiederherstellung gotischer Formen |      |
| Belluno                                                             | Kirche Santo Stefano (CC)                          | 15. Jh. | Portal 1485; Mischmauerwerk; Backsteinfriese an Giebelschrägen und Dachtraufen (siehe Google streetwview)                                                              |      |
| Bigonzo, Vittorio Veneto, Prov. Treviso                             | Pieve (Pfarre) di Sant'Andrea (CC)                 | spätes 13.– frühes 14. Jh. | Dachkantenfriese aus Backstein, Tympanon u. Seitenfenster spitzbogig                                                                                                   |      |
| Chioggia                                                            | Tempietto di San Martino (CC)                      | | |      |
| Chioggia                                                            | Oratorium Santi Pietro e Paolo (CC)                | 1432 | Gotik und etwas Renaissance, Veränderungen 1798 u. 1928 |      |
| Chioggia                                                            | Torre di Sant’Andrea/ Torre dell’Orologio (CC)     | 1386 | |      |
| Cittadella Prov. Padua                                              | Stadtbefestigung                                   | 1220 | Vorposten der Stadt Padua vollständig erhalten, überwiegend Rundbögen, einzelne (nur teilw. mittelalt.) Spitzbögen                                                     |      |
| Cividale del Friuli, UTI del Natisone, Friuli-Venezia Giulia        | Palazzo Comunale (Rathaus) (CC)                    | 1286 und 1545–1588 | |      |
| Cividale del Friuli, UTI del Natisone, Friuli-Venezia Giulia        | „Casa di Paolo Diacono“                            | 15. Jh. | Terracottabögen über den Fenstern |      |
| Cividale del Friuli, UTI del Natisone, Friuli-Venezia Giulia        | Porta Brossana, auch Porta Patriarcale             | 7. Jh. | gotisches Biforium in wesentlich älterem Bauwerk |      |
| Este, Prov. Padua                                                   | Castello Carrarese (CC)                            | 1339 | Kanten und Zinnen aus Backstein |      |
| Este, Prov. Padua                                                   | Rocca di Ponte di/della Torre                      | 12. u. 13. Jh. | |      |
| Follina, Prov. Treviso                                              | Abbazia (Abtei) di Santa Maria (CC)                | 1305–1335 | ungewölbte Hallenkirche mit Spitzbogenarkaden aus Backstein, Zisterzienserkirche                                                                                       |      |
| Isola della Scala, Prov. Verona                                     | Torre scaligera (CC)                               | 1011 u. nach 1332 | 1330/1332 zerstört; einige Teile Mischmauerwerk |      |
| Isola Vicentina, Prov. Vicenza                                      | Kirche Santa Maria del Cengio (CC)                 | Kern 1192, Erweiterungen 1455 und 1905                                                                                              | Kern 1192, Erweiterungen 1455 und 1905 |      |
| Lendinara, Prov. Rovigo                                             | Chiesa di Sant’Anna (CC)                           | 1433 | Turm gotisch |      |
| Lendinara, Prov. Rovigo                                             | Palazzo Pretorio und Torre Maistra (CC)            | Ende 14. Jh. | |      |
| Lendinara, Prov. Rovigo                                             | Torre dell’Orologio                                | | ursprünglich ein gotisches Stadttor, im 17. Jh. zum Glockenturm umgebaut                                                                                               |      |
| Lendinara, Prov. Rovigo                                             | Castel Trivellin                                   | wahrsch. 1390 | nur Reste erhalten |      |
| Marostica, Provinz Vicenza                                          | Castello Inferiore (unteres Schloss) (CC)          | ab 1339 | Gründung der Scaliger; überwiegend Rundbögen, einzelne Spitzbögen; außen v. a. Ecken aus Backstein                                                                     |      |
| Monselice, Prov. Padua                                              | Kirche Santa Giustina (CC)                         | 1256 | Flusskiesel mit Lisenen aus Backstein, gotischer Portikus, Chor mit got. Gewölberippen aus Backstein, sonst innen überw. romanisch                                     |      |
| Monselice, Prov. Padua                                              | Kirche Santo Stefano (CC)                          | | Kern romanisch u. gotisch, 1621 erweitert, Putzfassade mit Backsteinlisenen, verputzter Spitzbogenfries unter Giebelkante mit Backsteinsaum                            |      |
| Montagnana, Prov. Padua                                             | Duomo (Dom) (CC)                                   | 1431–1502 | Veränderungen zur Renaissance |      |
| Montagnana, Prov. Padua                                             | Stadtmauer                                         | | gut erhaltener Ring, einige Teile aus Backstein, andere aus Stein |      |
| Olmo, Bagnoli di Sopra, Prov. Padua                                 | Kirche Santo Stefano (CC)                          | Ende 15. Jh. | innen 1769 barock umgestaltet |      |
| Padua                                                               | Antoniusbasilika                                   | 1232–1310 | |      |
| Padua                                                               | Cappella degli Scrovegni                           | 1300–1305 | |      |
| Padua                                                               | Palazzo della Ragione                              | 1172–15. Jh. | Frühgotik bis Frührenaissance |      |
| Padua                                                               | Kirche der Eremitani                               | ab 1276 | Südwand und obere Westfassade im Zweiten Weltkrieg zerstört, Südportal aber original erhalten                                                                          |      |
| Padua                                                               | Santa Maria dei Servi (CC)                         | 1372 | |      |
| Padua                                                               | Kirche Sant’Antonio di Vienna (CC)                 | 13. Jh., 1570 restauriert | teilw. gelber Backstein, nacheinander von verschiedenen Kanonikerorden gehalten                                                                                        |      |
| Polegge, Stadt Vicenza                                              | Kirche Sta. Maria Etiopissa (CC)                   | | Turmobergeschoss frühgotisch aus Backstein |      |
| Portogruaro, Metr. Venedig                                          | Municipio (Rathaus) (CC)                           | 1265 | |      |
| Rovigo                                                              | Kirche Santi Francesco e Giustina (CC)             | ab 1206 | Querhaus teilweise gotisch, übrige Kirche Renaissance bis Klassizismus ab 1520                                                                                         |      |
| Rovigo                                                              | Kanonikerhaus Santi Francesco e Giustina (CC)      | | Mischmauerwerk, gotische Arkaturen aus Backstein |      |
| San Pietro Viminario, Prov. Padua                                   | Kirche San Pietro Apostolo (CC)                    | heutige Kirche 15. Jh. | Kloster 1027 |      |
| Schio, Prov. Vicenza                                                | Kirche San Franceso (CC)                           | 1438–1522 | Friese, Turmobergeschoss u. Kegeldach aus Backstein |      |
| Soave Prov. Verona                                                  | Palazzo di Giustizia                               | 1375 | in nur 4 Monaten errichtet |      |
| Torcello Metr. Venedig                                              | Palazzo dell’Archivio (CC)                         | 13. Jh. | Erdgeschoss in jüngerer Zeit verändert |      |
| Torcello Metr. Venedig                                              | Palazzo del Consiglio (CC)                         | 14. Jh. | gotische Biforien |      |
| Treviso (bekanntester Backsteinbau romanisch: Palazzo dei Trecento) | Kirche San Francesco (CC)                          | 1231–1270 | Westportal rundbogig, aber Innenraum in allen Teilen gotisch |      |
| Treviso (bekanntester Backsteinbau romanisch: Palazzo dei Trecento) | Kirche Santa Catarina (CC)                         | 1346 – frühes 15. Jh. | teilw. sichtbarer Backstein, teilw. verputzt; heute Museum |      |
| Treviso (bekanntester Backsteinbau romanisch: Palazzo dei Trecento) | Kirche Santa Lucia (CC)                            | 14. Jh. | Obergeschoss weltlich, ab 1561 von der Bank Monte Pietà errichtet und genutzt                                                                                          |      |
| Treviso (bekanntester Backsteinbau romanisch: Palazzo dei Trecento) | Kirche Santa Maria Maggiore (CC)                   | gotisch seit 1473 | nach Kriegszerstörung von 1511 Wiederaufbau im Manierismus |      |
| Treviso (bekanntester Backsteinbau romanisch: Palazzo dei Trecento) | Kirche Santa Margherita (CC)                       | ab 1282 | Fresken von 1355, heute entwidmet |      |
| Treviso (bekanntester Backsteinbau romanisch: Palazzo dei Trecento) | Kirche San Nicolo (CC)                             | 1230 ff u. 1304 ff. | ehem. Dominikanerkirche |      |
| Treviso (bekanntester Backsteinbau romanisch: Palazzo dei Trecento) | Ca da Noal (CC)                                    | | Straßenfront verputzt mit einzelnen Terrakottaelementen, Seitenfront backsteinsichtig, seit 1938 Museum                                                                |      |
| Valeggio sul Mincio, Prov. Verona                                   | Castello Scaligero (CC)                            | ab 13. Jh. | |      |
| Venedig (Venezia)                                                   | Ca’ Foscari                                        | 1428–1453 | Hauptfassade aus Stein |      |
| Venedig (Venezia)                                                   | Kirche Sant’Elena (CC)                             | 1435–1515 | |      |
| Venedig (Venezia)                                                   | Kirche Santi Giovanni e Paolo, „San Zanipolo“ (CC) | 14./15. Jh. | |      |
| Venedig (Venezia)                                                   | Kirche San Gregorio (CC)                           | 13. Jh. | |      |
| Venedig (Venezia)                                                   | Kirche Madonna dell’Orto                           | 14. Jh. | Veränderungen im 19. Jh. |      |
| Venedig (Venezia)                                                   | Kirche Santa Maria Gloriosa dei Frari (CC)         | 13.–15. Jh. | |      |
| Verona (1136–1406 selbständiger Stadtstaat)                         | Sant’Anastasia (CC)                                | ab 1290, geweiht 1471 | |      |
| Verona (1136–1406 selbständiger Stadtstaat)                         | San Zeno Maggiore                                  | 13./14. Jh. | gotische Ergänzungen an der im Wesentlichen romanischen Basilika des 12./13. Jh. aus Marmor und Backstein; romanische und gotische Bögen des Kreuzgangs aus Backstein  |      |
| Verona (1136–1406 selbständiger Stadtstaat)                         | Haus der Julia (CC)                                | 14. Jh. | |      |
| Verona (1136–1406 selbständiger Stadtstaat)                         | Palazzo del Podestà (CC)                           | 13. Jh. | obwohl in „gotischer Zeit“ errichtet, nur wenige Teile gotisch gestaltet                                                                                               |      |
| Verona (1136–1406 selbständiger Stadtstaat)                         | Torre dei Lamberti (CC)                            | gotisch 1448–64 | Obergeschosse des heute in den Palazzo della Ragione / del Comune einbezogenen, urspr. privaten Turms; untere Geschosse romanisch mit Bänderung von Tuff und Backstein |      |
| Verona (1136–1406 selbständiger Stadtstaat)                         | Kirche San Tomaso Becket/ … Cantuariense (CC)      | 1351, 1484 | |      |
| Verona (1136–1406 selbständiger Stadtstaat)                         | Kirche San Fermo Maggiore (CC)                     | 10.–11., gotisch 14. Jh. | |      |
| Verona (1136–1406 selbständiger Stadtstaat)                         | Kirche Santi Nazaro e Celso (CC)                   | 14. Jh. | |      |
| Verona (1136–1406 selbständiger Stadtstaat)                         | Kirche Sant’Eufemia (CC)                           | 1275–1450 | |      |
| Verona (1136–1406 selbständiger Stadtstaat)                         | Kirche San Bernardino (CC)                         | 15. Jh. | Campanile ab 1452, Westfassade aber neugotisch |      |
| Verona (1136–1406 selbständiger Stadtstaat)                         | Kirche San Pietro Martire (CC)                     | 1283 | |      |
| Verona (1136–1406 selbständiger Stadtstaat)                         | San Zeno in Oratorio (CC)                          | romanisch ab 1117, Seitenschiffe 13./14. Jh. gotisch Fassade überw. Backstein, Mischmauerwerk der Längsseiten mögl. uespr. verputzt | romanisch ab 1117, Seitenschiffe 13./14. Jh. gotisch Fassade überw. Backstein, Mischmauerwerk der Längsseiten mögl. uespr. verputzt                                    |      |
| Verona (1136–1406 selbständiger Stadtstaat)                         | Castelvecchio                                      | 1354–1356 | |      |
| Verona (1136–1406 selbständiger Stadtstaat)                         | Ponte Scaligero (CC)                               | 1354–1356 | nach Zerstörung im Zweiten Weltkrieg heute weitgehend Replik |      |
| Verona (1136–1406 selbständiger Stadtstaat)                         | Domus Mercatorum (CC)                              | 1301 | |      |
| Verona (1136–1406 selbständiger Stadtstaat)                         | Turm an der Piazza Mutilati (CC)                   | 13. Jh. | Brüstung von Spitzbögen aus Backstein getragen, unterhalb davon Bänderung von rohem Bruchstein und Backstein, Teil einer Stadtmauer                                    |      |
| Vicenza                                                             | Duomo (Dom) Sta. Maria Annunziata (CC)             | 1 1444–1467 | Vorgänger nach Erdbeben von 1117 und älter; Marmorfassade, Längsseiten Backstein, Kuppel Wiederaufbau nach 2. WK.                                                      |      |
| Vicenza                                                             | Kirche Sant'Agostino (CC)                          | 1323–1357 | rundbogige Fassade, innen Spitzbögen aus Backstein |      |
| Vicenza                                                             | Kirche Santi Ambrogio e Bellino (CC)               | zw. 1320 u. 1340 | ehem. Hospitalkirche, heute weltl. Veranstaltungsort |      |
| Vicenza                                                             | Kirche Santa Chiara (CC)                           | 1451–1470 | Oktogon, Verbindung von Gotik (v. a. oberes Fassadengeschoss) und Renaissance                                                                                          |      |
| Vicenza                                                             | Kirche San Lorenzo (CC)                            | ca. 1280 | |      |
| Vicenza                                                             | Kirche Santa Maria in Foro dei Servi(CC)           | zw. 1407 u. 1425 | Ostgiebel und Nordseite gotischer Backstein |      |
| Vicenza                                                             | Torre Bissara (CC)                                 | heutige Form ab 1348 | urspr. privater Palazzo mit Turm von der Stadt gekauft, Wiederaufbau nach Erdbeben von 1348                                                                            |      |
| Vicenza                                                             | Palazzo Thiene (CC)                                | 15. Jh. | nur Westflügel gotisch aus Backstein |      |
| Vicenza                                                             | Palazzo da Porto Colleoni, Contrà Porti 19         | um 1450 | venezianischer Flamboyantstil |      |
| Villafranca di Verona, Prov. Verona                                 | Castello Scaligero (CC)                            | 13. Jh. | Turm und einige andere Teile aus Backstein |      |